# Top Ten der archäologischen Entdeckungen in China
Die Zehn wichtigsten archäologischen Entdeckungen in China bzw. die Top Ten der archäologischen Funde des ganzen Landes (chinesisch 全国十大考古新发现, Pinyin Quanguo shi da kaogu xin faxian, englisch Top Ten Archaeological Discoveries […] / Top 10 archaeological findings […] / etc.) sind die zehn wichtigsten archäologischen Entdeckungen in der Volksrepublik China, die jährlich seit 1991 jedes Jahr für das zurückliegende Jahr in einer öffentlichen Diskussion einer Expertenjury vom Staatlichen Büro für Denkmalschutz bzw. Staatlichen Amt für Historische Kulturgegenstände (Guojia wenwu ju, dem Staatsrat unterstellt) und anderen Institutionen ausgewählt werden.
Die folgende Übersicht bietet: Benennung der archäologischen Entdeckung (Pinyin/chin./dt.), Zeit/Epoche, Ort, Organisation (Leiter) und Weblinks. Innerhalb der Jahresblöcke sind die Stätten im Wesentlichen chronologisch sortiert. Die meisten Fundstätten sind nach Orten unterhalb der Kreisebene benannt: Großgemeinden, Gemeinden oder Dörfern (cun) usw.

## Übersicht
Hauptquelle: wenbao.net; weitere Quellenangaben jeweils in den einzelnen Jahresabschnitten.

### 2011
Quellen: kaogu.cn, ccrnews.com.cn, sach.gov.cn
| Benennung der archäologischen Entdeckung | Zeit/Epoche                                            | Ort                         | Organisation (Leiter) | Weblinks |
| --- | ------------------------------------------------------ | --------------------------- | --- | --- |
| Paläolithische Stätte Laonainaimiao in Zhengzhou, Provinz Henan Henan Zhengzhou Laonainaimiao Jiushiqi shidai yizhi 河南郑州老奶奶庙旧石器时代遗址                                                                                               | Paläolithikum                                          | Zhengzhou, Provinz Henan    | Beijing daxue Kaogu wenbo xueyuan 北京大学考古文博学院, Zhengzhou shi Wenwu kaogu yanjiuyuan 郑州市文物考古研究院, Zhengzhou shi Erqi qu Wenhua lüyou ju 郑州市二七区文化旅游局 (Zhang Songlin 张松林) | Paleolithic Laonainaimiao site in Zhengzhou, Henan Province |
| Qihedong-Höhlenstätte in Zhangping, Provinz Fujian Fujian Zhangping Qihe dong yizhi 福建漳平奇和洞遗址 | Spätes Paläolithikum bis frühes Neolithikum            | Zhangping, Provinz Fujian   | Fujian bowuyuan 福建博物院, Longyan shi wenhua chuban ju 龙岩市文化出版局, Zhangping shi bowuguan 漳平市博物馆 (Fan Xuechun 范雪春)                                                                    | The late Paleolithic to early Neolithic Qihedong cave site in Zhangping, Fujian Province, Significant achievements from the excavation at the Qihe cave site, Zhangping, Fujian Province              |
| Siedlungsstätte Yujiashan in Yuhang, Provinz Zhejiang Zhejiang Yuhang Yujia Shan shiqian juluo yizhi 浙江余杭玉架山史前聚落遗址 | Neolithikum                                            | Yuhang, Provinz Zhejiang    | Zhejiang sheng wenwu kaogu yanjiusuo 浙江省文物考古研究所, Zhongguo Jiangnan Shuixiang wenhua bowuguan 中国江南水乡文化博物馆 (Liu Bin 刘斌)                                                           | Neolithic Yujiashan settlement site in Yuhang, Zhejiang Province |
| Hamin-Stätte, prähistorische Siedlungsstätte in Tongliao, Innere Mongolei Neimenggu Tongliao Hamin shiqian juluo yizhi 内蒙古通辽哈民史前聚落遗址                                                                                                | Neolithikum                                            | Tongliao, Innere Mongolei   | Neimenggu wenwu kaogu yanjiusuo 内蒙古文物考古研究所, Jilin daxue Bianjiang kaogu yanjiuzhongxin 吉林大学边疆考古研究中心, Kezuozhong qi wenwu guanlisuo 科左中旗文物管理所 (Ji Ping 吉平)             | Neolithic Haminmangha site in Tongliao, Inner Mongolia, New discovery at the Hamin site, a prehistory settlement in the Horqin District, Inner Mongolia                                               |
| Shizhudi-Stätte in Yibin, Provinz Sichuan Sichuan Yibin Shizhudi yizhi 四川宜宾石柱地遗址 | Neolithikum bis Qing-Dynastie                          | Yibin, Provinz Sichuan      | Sichuan sheng wenwu kaogu yanjiuyuan 四川省文物考古研究院 (Zhou Kehua 周科华) | Shizhudi site in Yibin, Sichuan Province, New achievements from the Shizhudi site, Yibin, Sichuan, in 2011                                                                                            |
| Yejiashan-Friedhof der Herzöge des Staates Zeng in Suizhou, Provinz Hubei Hubei Suizhou Yejia Shan Xi Zhou zaoqi Zeng hou mudi 湖北随州叶家山西周早期曾侯墓地                                                                                    | Frühe Westliche Zhou-Dynastie                          | Suizhou, Provinz Hubei      | Hubei sheng wenwu kaogu yanjiusuo 湖北省文物考古研究所, Suizhou shi bowuguan随州市博物馆 (Huang Fengchun 黄凤春)                                                                                       | Early Zhou period Yejiashan cemetery the Dukes of the Zeng State in Suizhou, Hubei Province, New achievements from the excavation at the Yejiashan West Zhou graveyard, Suizhou, Hubei                |
| Dongdazhangzi-Friedhof aus der Zeit der Streitenden Reiche in Jianchang, Provinz Liaoning Liaoning Jianchang Dongdazhangzi Zhanguo mudi 辽宁建昌东大杖子战国墓地                                                                                 | Zeit der Streitenden Reiche                            | Jianchang, Provinz Liaoning | Liaoning sheng wenwu kaogu yanjiusuo 辽宁省文物考古研究所, Huludao shi bowuguan 葫芦岛市博物馆, Jianchang xian wenwu guanlisuo 建昌县文物管理所 (Hua Yubing 华玉冰)                                    | Warring States period Dongdazhangzi cemetery in Jianchang, Liaoning Province, he Warring States Cemetery in Jianchang Dongdazhangzi of Liaoning Province                                              |
| Mausoleum des Königs des Staates Jiangdu in Xuyi, Provinz Jiangsu Jiangsu Xuyi Yun Shan Jiangdu wang ling 江苏盱眙大云山江都王陵 |                                                        | Xuyi, Provinz Jiangsu       | Nanjing bowuyuan 南京博物院 (Li Zebin 李则斌) | Mausoleum of the King of the Jiangdu State in Xuyi, Jiangsu Province |
| Tempel der Nördlichen Wei-Dynastie, Liao-Dynastie und Jin-Dynastien an der Spitze der Yungang-Grotten in Datong, Provinz Shanxi Shanxi Datong Yungang shiku kuding Bei Wei Liao Jin Fojiao siyuan yizhi 山西大同云冈石窟窟顶北魏辽金佛教寺院遗址 | Nördliche Wei-Dynastie, Liao-Dynastie und Jin-Dynastie | Datong, Provinz Shanxi      | Shanxi sheng kaogu yanjiusuo 山西省考古研究所, Yungang shiku yanjiuyuan 云冈石窟研究院, Datong shi kaogu yanjiusuo 大同市考古研究所 (Zhang Qingjie 张庆捷)                                             | Temples of the Northern Wei, Liao and Jin Dynasties at the top of the Yungang Grottoes in Datong, Shanxi Province, Temple ruins of Yungang Grottoes edges into new archaeological discoveries of 2011 |
| Kai, Schleuse und Ableitungsdamm des Großen Kanals von Peking nach Hangzhou in der Provinz Shandong Shandong Jing-Hang yunhe qi ji matou, tu qiao zha yu nan wang fen shui shu niu yi 山东京杭大运河七级码头、土桥闸与南旺分水枢纽遗             |                                                        | Shandong                    | Shandong sheng wenwu kaogu yanjiusuo 山东省文物考古研究所 (Li Zhenguang 李振光) | Quay, sluice and diverting dam of the Grand Canal from Beijing to Hangzhou in Shandong Province |

### 2010
Quelle: kaogu.cn, english.people.com.cn, culture.people.com.cn, kaogu.net.cn
| Benennung der archäologischen Entdeckung | Zeit/Epoche                  | Ort                        | Organisation (Leiter)                                                                     | Weblinks                |
| --- | ---------------------------- | -------------------------- | ----------------------------------------------------------------------------------------- | ----------------------- |
| Henan Xinzheng Wangjinglou Xia-Shang shiqi yizhi 河南新郑望京楼夏商时期城址 Wangjinglou-Stätte der Xia- und Shang-Dynastie in Xinzheng, Provinz Henan                              | Xia- und Shang-Dynastie      | Xinzheng, Provinz Henan    |                                                                                           | web, web, web, web      |
| Shandong Jinan Daxinzhuang Shangdai yizhi 山东济南大辛庄商代遗址 Daxinzhuang-Stätte der Shang-Dynastie in Jinan, Provinz Shandong                                                  | Shang-Dynastie               | Jinan, Provinz Shandong    |                                                                                           | web, web, web           |
| Shanxi Yicheng Dahekou Xi Zhou mudi 山西翼城大河口西周墓地 Dahekou-Grabstätte der Westlichen Zhou-Dynastie in Yicheng, Provinz Shanxi                                              | Westlichen Zhou-Dynastie     | Yicheng, Provinz Shanxi    |                                                                                           | web, web, web, web, web |
| Suzhou Mudu gucheng yizhi 苏州木渎古城遗址 Stätte der alten Stadt Mudu in Suzhou, Provinz Jiangsu                                                                                  | Frühlings- und Herbstperiode | Suzhou, Provinz Jiangsu    |                                                                                           | web, web, web , web     |
| Shaanxi Xi'an Fengqiyuan Xi Han jiazu mudi 陕西西安凤栖原西汉家族墓地 Fengqiyuan-Familienfriedhof aus der Zeit der Westlichen Han-Dynastie in Xi’an, Provinz Shaanxi               | Westliche Han-Dynastie       | Xi’an, Provinz Shaanxi     |                                                                                           | web, web, web           |
| Xinjiang Shanshan Tuyugou shikuqun ke Fosi yizhi 新疆鄯善吐峪沟石窟群和佛寺遗址 Tuyugou-Grotten und buddhistische Tempelstätte im Shanshan-Gebiet von Xinjiang                     | ca. 4./5. Jh.                | Shanshan-Gebiet, Xinjiang  |                                                                                           | web, web, web,web       |
| Shaanxi Lantian Bei Song Lüshi jiazu muyuan 陕西蓝田北宋吕氏家族墓园 Friedhof der Familie Lü aus der Zeit der Südlichen Song-Dynastie im Kreis Lantian in der Provinz Shaanxi      | Südliche Song-Dynastie       | Lantian, Provinz Shanxi    |                                                                                           | web, web                |
| Hunan Yongshun Laosicheng yizhi 湖南永顺老司城遗址 Laosicheng-Stätte im Kreis Yongshun der Provinz Hunan                                                                           | Südliche Song-Dynastie       | Yongshun, Provinz Hunan    |                                                                                           | web, web                |
| Jiangsu Nanjing Dabao'en si yizhi 江苏南京大报恩寺遗址 Stätte der Porzellanpagode von Nanjing, Nanjing, Provinz Jiangsu                                                            | Ming-Dynastie                | Nanjing, Provinz Jiangsu   |                                                                                           | web                     |
| Guangdong Shantou Nan'ao I hao Mingdai chenchuan yizhi 广东汕头南澳Ⅰ号明代沉船遗址 Schiffswrack Nan'ao Nr. 1 南澳一号 aus der Zeit der Ming-Dynastie in Shantou, Provinz Guangdong | Ming-Dynastie                | Shantou, Provinz Guangdong | Institut für Kulturgegenstände und Archäologie der Provinz Guangdong 广东省文物考古研究所 | web, web, web, web, web |

### 2009
Quellen: www.gov.cn, kaogu.net.cn
| Benennung der archäologischen Entdeckung | Zeit/Epoche                                                     | Ort                             | Organisation (Leiter) | Weblinks |
| --- | --------------------------------------------------------------- | ------------------------------- | --- | --- |
| Henan Xinyao Lijiagou Xiushiqi - Xinshiji Guodu jieduan yizhi 河南新密李家沟旧石器至新石器过渡阶段遗址 Paläolithische bis neolithische Stätte von Lijiagou | Paläolithikum bis Neolithikum                                   | Xinmi, Provinz Henan            | Beijing daxue kaogu wenbo xueyuan 北京大学考古文博学院, Zhengzhou shi wenwu kaogu yanjiusuo 郑州市文物考古研究院 (Wang Youping 王幼平)                                                        | Important excavation at Lijiagou Site, Xinmi, Henan |
| Anhui Guzhen Gaixia Dawenkou wenhua yizhi 安徽固镇垓下大汶口文化城址 Stätte der Dawenkou-Kultur in Gaixia, Guzhen, Provinz Anhui | Ende Qin, Chu Han                                               | Guzhen, Provinz Anhui           | Anhui sheng wenwu kaogu yanjiusuo 安徽省文物考古研究所 (Gu Qingyuan 贾庆元) | Dawenkou Cultural Sites Picked as Top 10 National Archaeological Discoveries                                                                             |
| Jiangsu Zhejianggang Dongshancun yizhi 江苏张家港东山村遗址 Stätte im Dorf Dongshan in Zhangjiagang, Provinz Jiangsu | Zeit der Majiabang-Kultur 马家浜文化 und Songze-Kultur 崧泽文化 | Zhangjiagang, Provinz Jiangsu   | Nanjing bowuyuan 南京博物院, Zhangjiagang shi wenguangju 张家港市文广局, Zhangjiagang bowuguan 张家港博物馆 (Zhou Runken 周润垦)                                                              | Neolithic Site in Dongshan Village, Zhangjiagang, Jiangsu                                                                                                |
| Neimenggu Chifeng Erdaojingzi Xiajiadian xiaceng wenhua juluo yizhi 内蒙古赤峰二道井子夏家店下层文化聚落遗址 Siedlungsstätte der Kultur der unteren Schicht von Xiajiadian von Erdaojingzi, Chifeng, Innere Mongolei | Xia-Zeit und frühe Shang-Zeit                                   | Chifeng, Innere Mongolei        | Neimenggu zizhiqu wenwu kaogu yanjiusuo 内蒙古自治区文物考古研究所 (Cao Jian'en 曹建恩) | web (Lower Xiajiadian site of an ancient civilization in the village of Erdaojingzi) The Lower Xiajiadian Site at Erdaojingzi in Chifeng, Inner Mongolia |
| Shandong Gaoqing Chenzhuang Xi Zhou yizhi 山东高青陈庄西周城址 Ruinenstätte im Dorf Chenzhuang von Gaoqing in der Provinz Shandong | frühe und mittlere Zeit der Westlichen Zhou-Dynastie            | Gaoqing, Provinz Shandong       | Shandong sheng wenwu kaogu yanjiusuo 山东省文物考古研究所 (Zheng Tongxiu 郑同修) | Rare crouching funerary horses discovered in Zhou Dynasty ruins                                                                                          |
| Shaanxi Fu xian Qin zhidao yizhi 陕西富县秦直道遗址 Straße aus der Zeit der Qin-Dynastie im Kreis Fu, Provinz Shaanxi | Qin-Dynastie                                                    | Kreis Fu, Provinz Shaanxi       | Shaanxi sheng kaigu yanjiusuo 陕西省考古研究院 (Zhang Zaiming 张在明) | Prominent Archaeological Discovery of Qin Dynasty Highway Ruins in Shaanxi Province                                                                      |
| Shaanxi Xi Han diling kaogu diaocha ji fajue 陕西西汉帝陵考古调查及发掘 Archäologischer Bericht und Ausgrabungen der Kaisergräber der Westlichen Han-Dynastie in der Provinz Shaanxi (1. Han Wudi Maoling 汉武帝茂陵 2. "Zhou wang ling" “周王陵” 3. Han Ping di Kangling 汉平帝康陵 4. Han Yuan di Weiling 汉元帝渭陵 5. Han Huidi Anling 汉惠帝安陵 und Han Ai di Yiling 汉哀帝义陵) | Westliche Han-Dynastie                                          | Provinz Shaanxi                 | Shaanxi sheng kaogu yanjiusuo 陕西省考古研究院 (Jiao Nanfeng 焦南峰) | Shaanxi Xi Han diling kaogu diaocha ji fajue (tu) |
| Henan Anyang Xigaoxue Cao Cao gaoling 河南安阳西高穴曹操高陵 Grab von Cao Cao in Xigaoxue, Anyang, Provinz Henan (tomb in Xigaoxue Village of Anyang County, Henan province, tomb of Cao Cao) | Drei Reiche                                                     | Anyang, Provinz Henan           | Henan sheng wenwu kaogu yanjiusuo 河南省文物考古研究所 (Pan Weibin 潘伟斌) | Cao Cao’s tomb found in China |
| Hebei Quyang Jiancicun Dingyao yizhi 河北曲阳涧磁村定窑遗址 Ding yao-Stätte in Quyang (Baoding), Provinz Hebei | Song- und Yuan-Zeit                                             | Quyang (Baoding), Provinz Hebei | Hebei sheng wenwu yanjiusuo 河北省文物研究所, Beijing daxue kaogu wenbo xueyuan 北京大学考古文博学院, Quyang xian Ding yai yizhi wenwu baoguansuo 曲阳县定窑遗址文物保管所 (Qin Dashu 秦大树) | Ding ware |
| Jiangxi Gao'an Hualin zaozhi zuofang yizhi 江西高安华林造纸作坊遗址 Papierherstellungsstätte von Hualin, Gao’an, Provinz Jiangxi (ancient paper-making workshops from the Song and Ming dynasties in Hualin in the city of Gao'an, Jiangxi province) | Song-, Yuan- und Ming-Zeit                                      | Gao’an, Provinz Jiangxi         | Jiangxi sheng wenwu kaogu yanjiusuo 江西省文物考古研究所 (Xiao Fabao 肖发标) | The Hualin Papermaking Mill Site in Gao’an City |

### 2008
Quellen: english.people.com.cn, news.xinhuanet.com, kaogu.cn
| Benennung der archäologischen Entdeckung | Zeit/Epoche                   | Ort                                        | Organisation (Leiter) | Weblinks |
| --- | ----------------------------- | ------------------------------------------ | --- | --- |
| Shaanxi Gaoling Yangguanzhai yizhi 陕西高陵杨官寨遗址 Neolithische Stätte in Yangguanzhai, Gaoling, Provinz Shaanxi                                                                     | Jungsteinzeit                 | Kreis Gaoling, Provinz Shaanxi             | Archäologisches Forschungsinstitut der Provinz Shaanxi 陕西省考古研究院 (Wang Weilin 王炜林) | Ancient ruins in Yangguanzhai in Gaolin County of Shaanxi Province web I, II, III |
| Gansu Lintan Mogou Qijia wenhua mudi 甘肃临潭磨沟齐家文化墓地 Friedhof der Qijia-Kultur von Mogou, Lintan, Gansu                                                                        | Jung- bis Kupfersteinzeit     | Mogou, Chenqi, Kreis Lintan, Provinz Gansu | Archäologisches Forschungsinstitut der Provinz Gansu 甘肃考古研究所, Forschungszentrum für Kulturerbe und Archäologie der Universität Nordwestchinas 西北大学文化遗产与考古学研究中心 (Mao Ruilin 毛瑞林)                                                                                                | Burial grounds of Qijia Culture in Mogou, Lintan County of Gansu Province web I, II                                                                                                  |
| Shandong Shouguang Shuangwangcheng yanye yizhi qun 山东寿光双王城盐业遗址群 Salzindustrie-Stätte Shuangwangcheng, Shouguang, Shandong                                                   | Shang-Dynastie, Zhou-Dynastie | Shouguang, Provinz Shandong                | Forschungsinstitut für Kulturgüter und Archäologie der Provinz Shandong 山东省文物考古研究所, Schule für Archäologie und Museologie der Peking-Universität 北京大学考古文博学院, Chinesisches archäologisches Forschungszentrum der Peking-Universität 北京大学中国考古学研究中心 (Wang Shougong 王守功) | Archeological sites of salt-making at the Shuangwangcheng reservoir in Shouguang, Shandong Province Ancient ruins of salt-making from Shang and Zhou Dynasties found in Shouguang    |
| Shaanxi Qishan Zhougong miao yizhi 陕西岐山周公庙遗址 Stätte des Herzog-von-Zhou-Tempels in Qishan, Shaanxi ("Yinxu-Ruinen der Westlichen Zhou-Dynastie")                               | Westliche Zhou-Dynastie       | Qishan, Provinz Shaanxi                    | Schule für Archäologie und Museologie der Peking-Universität 北京大学考古文博学院, Archäologisches Forschungsinstitut der Provinz Shaanxi 陕西省考古研究院 (Xu Tianjin 徐天进) | Zhougong Temple ruins in Qishan County |
| Yunnan Jianchuan Haimenkou yizhi 云南剑川海门口遗址 Prähistorische Stätte in Haimenkou, Jianchuan, Yunnan                                                                               |                               | Haimenkou, Kreis Jianchuan, Provinz Yunnan | Archäologisches Forschungsinstitut der Provinz Yunnan 云南省文物考古研究所、大理州文物管理所、剑川县文物管理所 (Min Rui 闵锐) | Ruins at Haimenkou in Jianchuan County, Yunnan Province The Prehistoric Ruins at Haimenkou in Jianchuan County, Yunnan Province New archaeological excavation in Haimenkou site web  |
| Henan Xingyang Niangniangzhai yizhi 河南荥阳娘娘寨遗址 Niangniangzhai-Stätte in Xingyang, Henan                                                                                         | Zhou-Dynastie                 | Xingyang, Provinz Henan                    | Forschungsinstitut für Kulturgüter und Archäologie der Stadt Zhengzhou 郑州市文物考古研究院 (Zhang Songlin 张松林) | Niangniangzhai ruins in Xingyang, Henan Province Niangniangzhai yizhi |
| Jiangsu Wuxi Helü cheng yizhi 江苏无锡阖闾城遗址 Stätte der Helü-Stadt (Helücheng) in Wuxi, Jiangsu                                                                                     | Frühlings- und Herbstperiode  | Wuxi, Provinz Jiangsu                      | Wuxi shi di-san quanguo wenwu pucha bangongshi 无锡市第三次全国文物普查办公室, Archäologisches Forschungsinstitut des Nanjing-Museums 南京博物院考古研究所 (Zhang Min 张敏) | Ruins of the capital city of King Helu of the Wu Kingdom in Wuxi, Jiangsu Province                                                                                                   |
| Anhui Bangbu Shuangdun yihao Chunqiu mu 安徽蚌埠双墩一号春秋墓 Grab Nr. 1 der Frühlings- und Herbstperiode von Shuangdun in Bengbu, Anhui                                               | Frühlings- und Herbstperiode  | Shuangdun, Bengbu, Provinz Anhui           | Forschungsinstitut für Kulturgüter und Archäologie der Provinz Anhui 安徽省文物考古研究所, Stadtmuseum Bangbu 蚌埠市博物馆 (Kan Xuhang 阚绪杭) | No. 1 burial grounds during the Spring and Autumn period at Shuangdun Village in Bengbu, Anhui Province                                                                              |
| Henan Xinzheng Huzhuang mudi 河南新郑胡庄墓地 Friedhofsstätte von Huzhuang in Xinzheng, Henan                                                                                           | Zeit der Streitenden Reiche   | Huzhuang, Xinzheng, Provinz Henan          | Forschungsinstitut für Kulturgüter und Archäologie der Provinz Henan 河南省文物考古研究所 (Ma Juncai 马俊才) | Site of a cemetery in Huzhuang Village of Xinzheng, Henan Province Royal tombs of Han Dynasty discovered in Henan Royal cemetery of the late Warring States Period found in C. China |
| Sichuan Chengdu Jiangnan guanjie Tang Song jiefang yizhi 四川成都江南馆街唐宋街坊遗址 Stätte einer alten auf die Zeit der Tang- und Song-Dynastien datierten Straße in Chengdu, Sichuan | Tang-Dynastie, Song-Dynastie  | Chengdu, Provinz Sichuan                   | Forschungsinstitut für Kulturgüter und Archäologie der Stadt Chengdu 成都市文物考古研究所 (Xie Tao 谢涛) | Ancient ruins of a street in Chengdu, Sichuan Province, dating back to the Tang and Song dynasties                                                                                   |

### 2007
Quellen: chinaculture.org A, chinaculture.org B
| Benennung der archäologischen Entdeckung | Zeit/Epoche                               | Ort | Organisation (Leiter) | Weblinks |
| --- | ----------------------------------------- | --- | --- | --- |
| Henan Xuchang Lingjing Jiushiqi Shidai 河南许昌灵井旧石器遗址 Paläolithische Lingjing-Stätte, Xuchang, Henan (Xuchang-Mensch) | Altsteinzeit                              | im Westen der Großgemeinde Lingjing 灵井镇 von Xuchang, Henan                                                               | Forschungsinstitut für Kulturgegenstände und Archäologie der Provinz Henan 河南省文物考古研究所 (Li Zhanyang 李占扬) | Lingjing Paleolithic Site, Xuchang Henan Province                                                                                  |
| Henan Xinzheng Tanghu yizhi 河南新郑唐户遗址 Tanghu-Stätte, Xinzheng, Provinz Henan | Jungsteinzeit (Zeit der Peiligang-Kultur) | Henan, Xinzheng, Großgemeinde Guanyinsi, Tanghucun 河南省新郑市观音寺镇唐户村南部和西部，潩水河与九龙河两河交汇的夹角台地上 | Forschungsinstitut für Kulturgegenstände und Archäologie der Stadt Zhengzhou 郑州市文物考古研究院 (Zhang Songling 张松林) | The New Tanghu Site, Henan Province                                                                                                |
| Zhejiang Yuhang Liangzhu wenhua gucheng yizhi 浙江余杭良渚文化古城遗址 Ruinenstadt der Liangzhu-Kultur, Yuhang, Provinz Zhejiang | Jungsteinzeit                             | Zhejiang, Hangzhou 浙江省杭州市西北约20公里                                                                                 | Institut für Kulturgegenstände und Archäologie der Provinz Zhejiang 浙江省文物考古研究所, Liangzhu-Stätten-Verwaltungsausschuß 良渚遗址管委会 (Liu Bin 刘斌) | Liangzhu cultural old city ruins, Zhejiang Province                                                                                |
| Hubei Yun xian Liaowadianzi yizhi 湖北郧县辽瓦店子遗址 Liaowadian-Stätte, Stadtbezirk Yunyang, Hubei | Jungsteinzeit bis Zhou-Dynastie           | Hubei, Stadtbezirk Yunyang, Großgemeinde Liupo 湖北省郧县柳陂镇辽瓦村四组                                                   | Wuhan-Universität 武汉大学, Forschungsinstitut für Kulturgegenstände und Archäologie der Provinz Hubei 湖北省文物考古研究所 (Wang Ran 王然, Meng Huaping 孟华平) | Liaowadian Subsidiary Site, Xun County, Hubei Province                                                                             |
| Xinjiang Balikun Dongheigou yizhi 新疆巴里坤东黑沟遗址 Dongheigou-Stätte in Barkol (Balikun) in Xinjiang | Bronzezeit                                | Xinjiang, Barkol, Gemeinde Shirenzi 新疆维吾尔自治区巴里坤县石人子乡石人子村南的东天山北麓                                  | Kulturerbe- und Archäologiezentrum der Universität Nordwestchinas 西北大学文化遗产与考古学研究中心, Forschungsinstitut für Kulturgegenstände und Archäologie des Autonomen Gebiets Xinjiang 新疆文物考古研究所, Kulturbüro des Regierungsbezirks Kumul (Hami) 哈密地区文物局 (Wang Jianxin 王建新)                         | The Dongheigou Site in Balikun of Xinjiang                                                                                         |
| Henan Xingyang Guandi miao yizhi 河南荥阳关帝庙遗址 Guandi-Tempel-Stätte von Xingyang in Henan | späte Shang-Dynastie                      | Henan, Xingyang, Großgemeinde Yulong, Dorf Guandimiaocun 河南省荥阳市豫龙镇关帝庙村西南部                                   | Forschungsinstitut für Kulturgegenstände und Archäologie der Provinz Henan 河南省文物考古研究所 (Li Suting 李素婷) | Xingyang Guandimiao site of Henan                                                                                                  |
| Jiangxi Jing'an Li Zhou'ao Dong Zhou muzang 江西靖安李洲坳东周墓葬 Li Zhou'ao Altes Grab der Zeit der Östlichen Zhou-Dynastie im Kreis Jing'an der Provinz Jiangxi                                                                                                 | Östliche Zhou-Dynastie                    | Jiangxi, Jing’an (Yichun), Gemeinde Shuikou 江西省靖安县水口乡李家村茅屋组李洲坳山东坡                                      | Forschungsinstitut für Kulturgegenstände und Archäologie der Provinz Jiangxi 江西省文物考古研究所, Kreismuseum Jing'an 靖安县博物馆 (Xu Changqing 徐长青) | Li Zhou'ao Ancient Tomb in Jing'an County of Jiangxi                                                                               |
| Henan Luoyang Yanshi Dong Han diling yu Luoyang Mangshan muqun 河南洛阳偃师东汉帝陵与洛阳邙山墓群 Kaiserliche Gräber der Zeit der Östlichen Han-Dynastie in Yanshi und Mausoleum in Mangshan, Luoyang, Provinz Henan                                               | Östliche Han-Dynastie                     | Henan, Yanshi, Großgemeinde Longcun 河南省偃师庞村镇白草坡村东北、高龙镇阎楼村西0.5公里                                     | Zweite archäologische Arbeitsgruppe der Stadt Luoyang 洛阳市第二文物工作队 (Shi Jiazhen 史家珍) | Imperial Tombs of Eastern Han Dynasty at Yanshi City and the Mausoleum in Mangshan in Luoyang City of Henan                        |
| Xinjiang Kuche youyi lu Jin Shiliuguo shiqi zhuanshimu 新疆库车友谊路晋十六国时期砖室墓 Jin-Dynastie- und Sechzehn Reiche-Zeit-Grab mit einer aus Ziegeln gemauerten Kammer im Kreis Kuqa (Kutscha) in Xinjiang                                                    | Jin-Dynastie bis Sechzehn Reiche          | Xinjiang, Kuqa 新疆维吾尔自治区库车县友谊路地下街施工区南端                                                                 | Forschungsinstitut für Kulturgegenstände und Archäologie des Autonomen Gebiets Xinjiang 新疆文物考古研究所 (Yu Zhiyong 于志勇) | The Jin Dynasty and Sixteen Kingdoms-Style Brick Tomb in Kuqa County of Xinjiang                                                   |
| Hebei Ci xian Dong Wei Yuan Gu mu yu Henan Anyang Gu'an Dong Wei Bei Qi mudi 河北磁县东魏元祜墓与河南安阳固岸东魏北齐墓地 Grab von Yuan Gu der Zeit der Östlichen Wei im Kreis Ci in Hebei und Gu'an-Friedhof der Östlichen Wei und Nördlichen Qi in Anyang, Henan | Nördliche Dynastien                       | Hebei, Kreis Ci; Henan Kreis Anyang 河北省磁县、河南省安阳县安丰乡固岸村和施家河村东部的高台地上                            | Institut für Archäologie der Chinesischen Akademie der Sozialwissenschaften 中国社会科学院考古研究所, Forschungsinstitut für Kulturgegenstände der Provinz Hebei 河北省文物研究所, Forschungsinstitut für Kulturgegenstände und Archäologie der Provinz Henan 河南省文物考古研究所 (Zhu Yanshi 朱岩石, Pan Weibing 潘伟斌) | Tomb of Yuan Gu of the Eastern Wei at Cixian County of Hebei and Gu’an Graveyard of Eastern Wei and Northern Qi at Anyang of Henan |

### 2006
Quellen: chinaheritagenewsletter.org, chinaculture.org
| Benennung der archäologischen Entdeckung | Zeit/Epoche                 | Ort                                                          | Organisation (Leiter) | Weblinks |
| --- | --------------------------- | ------------------------------------------------------------ | --- | -------- |
| Yunnan Fuyuan Dahe Jiushiqi dongxue yizhi 云南富源大河旧石器洞穴遗址 Paläolithische Höhlenstätte von Dahe, Kreis Fuyuan, Provinz Yunnan            | Altsteinzeit                | 云南省富源县大河乡茨托村癞石山 Provinz Yunnan                | Institut für Kulturgegenstände und Archäologie der Provinz Yunnan 云南省文物考古研究所、曲靖市文物管理所、富源县文物管理所 (Ji Xueping 吉学平) |          |
| Guangdong Shenzhen Xiantouling Xinshiqi Shidai yizhi 广东深圳咸头岭新石器时代遗址 Neolithische Stätte von Xiantouling, Shenzhen, Provinz Guangdong | Jungsteinzeit               | 广东省深圳市龙岗区 Provinz Guangdong                         | Institut für Kulturgegenstände und Archäologie der Stadt Shenzhen 深圳市文物考古鉴定所, Museum der Stadt Shenzhen 深圳市博物馆 (Li Hairong 李海荣) |          |
| Henan Lingbao Xipo Xinshiqi Shidai daxing mudi 河南灵宝西坡新石器时代大型墓地 Neolithischer Friedhof von Xipo, Lingbao, Provinz Henan              | Jungsteinzeit               | 河南省灵宝市 Provinz Henan                                   | Archäologisches Institut der Chinesischen Akademie der Sozialwissenschaften 中国社会科学院考古研究所, Institut für Kulturgegenstände und Archäologie der Provinz Henan 河南省文物考古研究所, Archäologisches Institut der Stadt Sanmenxia 三门峡市考古所, Büro für Kulturgegenstandsangelegenheiten der Stadt Lingbao 灵宝市文管所 (Chen Xingcan 陈星灿) |          |
| Guangdong Gaoming Guye beiqiu yizhi 广东高明古椰贝丘遗址 Køkkenmøddinger (Muschelhaufen)-Stätte von Guye, Gaoming, Guangdong                       | späte Jungsteinzeit         | 广东省佛山市高明区 Provinz Guangdong                         | Institut für Kulturgegenstände und Archäologie der Provinz Guangdong und Stadtbezirk-Gaoming-Museum der Stadt Foshan 广东省文物考古研究所、佛山市高明区博物馆 (Cui Yong 崔勇) |          |
| Shanxi Liulin Gaohong Shangdai yizhi 山西柳林高红商代遗址 Shang-Dynastie-Stätte von Gaohong, Kreis Liulin, Provinz Shanxi                          | Shang-Dynastie              | 山西省柳林县高红村 Provinz Shanxi                            | Archäologisches Institut der Provinz Shanxi 山西省考古研究所, Kulturdenkmalsamt der Stadt Lüliang 吕梁市文物局, für Kulturgegenstandsangelegenheiten des Kreises Liulin 柳林县文管所 (Ma Sheng 马昇) |          |
| Fujian Pucheng Guanjiu tudun mu 福建浦城管九村土墩墓 Tumulus-Gräber des Dorfes Guanjiu, Kreis Pucheng, Provinz Fujian                              | Westliche Zhou-Dynastie     | 福建省浦城县管九村 Provinz Fujian                            | Fujian Museum 福建博物院, Fujian Min-Yue-Königsstadt-Museum 福建省闽越王城博物馆 (Yang Cong 杨琮) |          |
| Gansu Li xian Dabaozishan yizhi 甘肃礼县大堡子山遗址 Dabaozishan-Stätte (bronzene Musikinstrumente der Qin-Dynastie), Kreis Li, Provinz Gansu      | Zhou-Dynastie               | 甘肃省礼县县城以东13公里处的西汉水北岸 Provinz Gansu         | Institut für Kulturgegenstände und Archäologie der Provinz Gansu 甘肃省文物考古研究所, Archäologisches Institut der Provinz Shaanxi 陕西省考古研究所, Peking-Universität 北京大学考古文博学院, Nationalmuseum 国家博物馆, Universität Nordwestchinas 西北大学考古文博学院 (Zhao Huacheng 赵化成)                                                         |          |
| Gansu Zhangjiachuan Zhanguo mudi 甘肃张家川战国墓地 Friedhof der Zeit der Streitenden Reiche in Majiayuan, Kreis Zhangjiachuan, Provinz Gansu      | Zeit der Streitenden Reiche | 甘肃省张家川回族自治县 Provinz Gansu                         | Institut für Kulturgegenstände und Archäologie der Provinz Gansu 甘肃省文物考古研究所, Museum des Autonomen Kreises Zhangjiachuan der Hui 张家川回族自治县博物馆 (Wang Hui 王辉) |          |
| Anhui Lu'an Shuangdun mudi 安徽六安双墩墓地 Shuangdun-Friedhof in Lu’an, Provinz Anhui                                                             | Han-Dynastie                | 安徽省六安市金安区三十铺镇双墩行政村长岗自然村 Provinz Anhui | Institut für Kulturgegenstände und Archäologie der Provinz Anhui 安徽省文物考古研究所 (Yang Lixin 杨立新) |          |
| Shanghai Zhidanyan Yuandai shuizha yizhi 上海志丹苑元代水闸遗址 Stätte der Schleuse aus der Zeit der Mongolen-Dynastie in Zhidanyuan, Shanghai     | Yuan-Dynastie               | 上海市普陀区志丹路和延长西路交接处 Shanghai                  | Shanghai-Museum 上海博物馆 (Song Jian 宋建) |          |

### 2005
Quellen: china.org.cn, history.cultural-china.com, chinaculture.org
| Benennung der archäologischen Entdeckung | Zeit/Epoche                   | Ort                                              | Organisation (Leiter) | Weblinks                                                                        |
| --- | ----------------------------- | ------------------------------------------------ | --- | ------------------------------------------------------------------------------- |
| Zhejiang Shenzhou Xiaohuangshan yizhi 浙江嵊州小黄山遗址 Xiaohuangshan-Stätte, Shenzhou, Provinz Zhejiang                                                                             | Jungsteinzeit                 | 浙江省嵊州市甘霖镇上杜山村 Provinz Zhejiang      | Forschungsinstitut für Kulturgegenstände und Archäologie der Provinz Zhejiang 浙江省文物考古研究所、嵊州市文物管理处 (Wang Haiming 王海明) | Neolithic Xiaohuangshan Relics, Zhejiang Province                               |
| Hunan Hongjiang Gaomiao yizhi 湖南洪江高庙遗址 Gaomiao-Stätte, Hongjiang, Provinz Hunan                                                                                               | Jungsteinzeit                 | 湖南省洪江市安江镇岔头乡岩里村 Provinz Hunan     | Forschungsinstitut für Kulturgegenstände und Archäologie der Provinz Hunan 湖南省文物考古研究所 (He Gang 贺刚) | Neolithic Gaomiao Relics, Hunan Province                                        |
| Henan Hebi Liuzhuang yizhi 河南鹤壁刘庄遗址 Liuzhuang-Stätte, Hebi, Provinz Henan | Jungsteinzeit                 | 河南省鹤壁市大赉店镇刘庄村 Provinz Henan         | Forschungsinstitut für Kulturgegenstände und Archäologie der Provinz Henan 河南省文物考古研究所、鹤壁市文物工作队、郑州大学、山东大学 (Zhao Xinping 赵新平) | Neolithic Liuzhuang Relics, Henan Province                                      |
| Fujian Fucheng Mao'ernong Shan Shangdai yao qun 福建浦城猫耳弄山商代窑群 Keramikbrennofen-Stätten aus der Zeit der Shang-Dynastie im Gebirge Mao'ernong Shan, Pucheng, Provinz Fujian | Shang-Dynastie                | 福建省浦城县下洋村猫耳弄山 Provinz Fujian        | Provinzmuseum Fujian 福建省博物院 (Zheng Hui 郑辉) | Kiln Sites of Shang Dynasty on Mao'ernong Mountain, Fujian Province             |
| Guizhou Weining Zhongshui yizhi 贵州威宁中水遗址 Zhongshui-Stätte (Reisanbau), Kreis Weining, Provinz Guizhou                                                                         | Shang-Dynastie, Zhou-Dynastie | 贵州省威中县与云南省昭通市交界处 Provinz Guizhou | Forschungsinstitut für Kulturgegenstände und Archäologie der Provinz Guizhou 贵州省文物考古研究所 (Zhang Herong 张合荣) | Prehistoric Zhongshui Relics Providing Proof of Rice Farming                    |
| Shanxi Jiang xian Hengshui Xi Zhou mudi 山西绛县横水西周墓地 Friedhof aus der Zeit der Westlichen Zhou-Dynastie in Hengshui, Kreis Jiang, Provinz Shanxi                              | Westliche Zhou-Dynastie       | 山西省运城市绛县横水镇 Provinz Shanxi            | Forschungsinstitut für Archäologie der Provinz Shanxi 山西省考古研究所、运城市文物局文物工作站、绛县文化局 (Song Jianzhong 宋建忠) | Western Zhou Dynasty Cemetery in Hengshui, Shanxi Province                      |
| Jiangsu Jurong, Jintan Zhoudai tudun muqun 江苏句容、金坛周代土墩墓群 Hügelgräber in Jurong und Jintan, Provinz Jiangsu                                                               | Westliche Zhou-Dynastie       | Jurong, Jiangsu 江苏省句容                       | Archäologisches Forschungsinstitut des Nanjing-Museums 南京博物院考古研究所, Zhenjiang-Museum 镇江博物馆, Changzhou-Museum 常州博物馆, Jurong-Museum 句容市博物馆, Jintan-Museum 金坛市博物馆 (Lin Liugen 林留根, Wang Qizhi 王奇志, Tian Mingli 田名利, Li Hu 李虎, Ren Hangtao 仁杭涛 et al.) | Mound Tombs in Jurong and Jintan, Jiangsu Province                              |
| Shaanxi Hancheng Liangdai cun Liang Zhou yizhi 陕西韩城梁带村两周遗址 Aristokratenfriedhof der Zeit der Zhou-Dynastie im Dorf Liangdai, Hancheng, Provinz Shaanxi                     | Westliche Zhou-Dynastie       | 陕西省韩城市昝村镇 Provinz Shaanxi               | Archäologisches Forschungsinstitut der Provinz Shaanxi 陕西省考古研究所 (Sun Bingjun 孙秉君) | Aristocratic Cemetery of the Zhou Dynasty in Liangdai Village, Shaanxi Province |
| Henan Neihuang Sanyangzhuang Handai juluo yizhi 河南内黄三杨庄汉代聚落遗址 Siedlung aus der Zeit der Han-Dynastie in Sanyangzhuang, Neihuang, Provinz Henan                           | Han-Dynastie                  | 河南省内黄县梁庄镇三杨庄村 Provinz Henan         | Forschungsinstitut für Kulturgegenstände und Archäologie der Provinz Henan 河南省文物考古研究所 (Liu Haiwang 刘海旺) | Remains of Han Dynasty Courtyards at Sanyangzhuang, Henan Province              |
| Shanxi Dahe Shaling Bei Wei bihuamu 山西大同沙岭北魏壁画墓 Wandmalereiengrab der Zeit der Nördlichen Wei im Dorf Shaling in Datong, Provinz Shanxi                                    | Nördliche Wei-Dynastie        | 山西省大同市沙岭村 Provinz Shanxi                | Archäologisches Forschungsinstitut der Stadt Datong, Provinz Shanxi 山西省大同市考古研究所 (Liu Junxi 刘俊喜) | Tomb Murals of Northern Wei in Datong, Shanxi Province                          |

### 2004
Quellen: china.org.cn, chinatoday.com.cn, chinaheritagenewsletter.org, history.cultural-china.com, chinaculture.org
| Benennung der archäologischen Entdeckung | Zeit/Epoche                                               | Ort                                                                    | Organisation (Leiter) | Weblinks |
| --- | --------------------------------------------------------- | ---------------------------------------------------------------------- | --- | -------- |
| Shanxi Ruicheng Qingliang si mudi 山西芮城清凉寺墓地 Qingliangsi-Friedhofsstätte, Ruicheng, Provinz Shanxi                                                                                                   | Jungsteinzeit                                             | 山西省芮城 Provinz Shanxi                                              | Institut für Kulturgegenstände und Archäologie der Provinz Shanxi 山西省考古研究所 (Xue Xinming 薛新明)                                                                              |          |
| Hebei Yi xian Beifudi shiqian yizhi 河北易县北福地史前遗址 Prähistorische Beifudi-Stätte, Kreis Yi, Provinz Hebei                                                                                            | Jungsteinzeit                                             | 河北省易县 Provinz Hebei                                               | Institut für Kulturgegenstände und Archäologie der Provinz Henan 河北省文物研究所 (Duan Hongzhen 段宏振)                                                                             |          |
| Xinjiang Ruoqiang Luobubo Xiaohe mudi 新疆若羌罗布泊小河墓地 Xiaohe-Friedhofsstätte, Qakilik (Ruoqiang), Lopnur, Xinjiang                                                                                    | Bronzezeit                                                | Qakilik (Ruoqiang) 若羌, Xinjiang 新疆自治区                           | Institut für Kulturgegenstände und Archäologie des Autonomen Gebiets Xinjiang 新疆省文物考古研究所 (Idresi Abdulres 伊弟利斯 Yidi Lisi)                                              |          |
| Henan Yanshi Erlitou yizhi gongdian qu 河南偃师二里头遗址宫殿区 Palastgebiet der Erlitou-Stätte in Yanshi, Provinz Henan                                                                                     | Xia-Dynastie, Shang-Dynastie                              | 河南省偃师市二里头村 Provinz Henan                                     | Archäologisches Institut der Chinesischen Akademie der Sozialwissenschaften 中国社会科学院考古研究所 (Xu Hong 许宏)                                                                  |          |
| Hunan Ningxiang Tanheli Zhou chengzhi 湖南宁乡炭河里西周城址 Tanheli-Stätte aus der Zeit der Westlichen Zhou-Dynastie, Kreis Ningxiang, Provinz Hunan                                                        | Westliche Zhou-Dynastie                                   | 湖南省宁乡 Ningxiang, Provinz Hunan                                    | Institut für Kulturgegenstände und Archäologie der Provinz Hunan 湖南省文物考古研究所 (Xiang Taochu 向桃初)                                                                          |          |
| Jiangsu Wuxi Hongshan Yueguo guizu mu 江苏无锡鸿山越国贵族墓 Aristokraten-Friedhofsstätte des Staates Yue in Hongshan, Wuxi, Provinz Jiangsu                                                                 | Frühlings- und Herbstperiode, Zeit der Streitenden Reiche | 江苏省无锡 Wuxi, Provinz Jiangsu                                       | Archäologisches Institut des Nanjing-Museums 南京博物院考古研究所, Komitee für Kulturgegenstandsangelegenheiten des Xishan-Stadtbezirks von Wuxi 无锡市锡山区文管会 (Zhang Min 张敏) |          |
| Liaoning Chaoyang Shiluguo San Yan Longcheng gong cheng nanmen yizhi 辽宁朝阳十六国三燕龙城宫城南门遗址 Sechzehn Reiche-Drei Yan-Zeit-Stätte des Südtores des Longcheng-Palastes, Chaoyang, Provinz Liaoning | Sechzehn Reiche                                           | 辽宁省朝阳市老城区内的北大街及周边地区 Provinz Liaoning                | Institut für Kulturgegenstände und Archäologie der Provinz Liaoning 辽宁省文物考古研究所 (Tian Likun 田立坤)                                                                         |          |
| Guangdong Guangzhou daxue cheng Nan Han er ling 广东广州大学城南汉二陵 Zwei Mausoleen aus der Zeit des Südlichen Han-Reiches, Guangzhou Higher Education Mega Center, Provinz Guangdong                      | Fünf Dynastien und Zehn Reiche                            | 广州市番禺区新造镇小谷围岛西部的北亭村的青岗和大香山 Provinz Guangdong | Institut für Kulturgegenstände und Archäologie der Stadt Guangzhou 广州市文物考古研究所 (Feng Yongqu 冯永驱)                                                                         |          |
| Zhejiang Hangzhou Yanguanxiang Nan Song yuie yizhi 浙江杭州严官巷南宋御街遗址 Kaiserstraße aus der Zeit der Südlichen Song-Dynastie in Yanguanxiang, Hangzhou, Provinz Zhejiang                              | Südliche Song-Dynastie                                    | 浙江杭州市严官巷 Provinz Zhejiang                                      | Institut für Denkmalschutz und Kulturgegenstansangelegenheiten der Stadt Hangzhou 杭州市文物保护管理所 (Du Zhengxian 杜正贤)                                                         |          |
| Sichuan Mianzhu Jiannanchun jiufang yizhi 四川绵竹剑南春酒坊遗址 Jiannanchun-Brennerei in Chengguan, Kreis Mianzhu, Provinz Sichuan                                                                          | Qing-Dynastie bis Zeit der Republik China                 | 四川省绵竹市棋盘街传统酿酒作坊区 Provinz Sichuan                       | Institut für Kulturgegenstände und Archäologie der Provinz Sichuan 四川省文物考古研究院 (Chen De'an 陈德安)                                                                          |          |

### 2003
Quellen: chinadaily.com.cn, china.org.cn, history.cultural-china.com, chinaculture.org
| Benennung der archäologischen Entdeckung | Zeit/Epoche                  | Ort                                                                 | Organisation (Leiter) | Weblinks                     |
| --- | ---------------------------- | ------------------------------------------------------------------- | --- | ---------------------------- |
| Liaoning Lingyuan Niuheliang Xinshiqi Shidai yizhi 辽宁凌源牛河梁新石器时代遗址 Neue Funde an der neolithischen Niuheliang-Stätte, Lingyuan, Liaoning, Nordostchina                                            | Jungsteinzeit                | 辽宁省凌源市牛河梁红山文化遗址群 Provinz Liaoning                   | Forschungsinstitut für Kulturgüter und Archäologie der Provinz Liaoning 辽宁省文物考古研究所 (Zhu Da 朱达) |                              |
| Henan Zhengzhou Dashigu Xiadai chengzhi 河南郑州大师姑夏代城址 Stätte der Stadt Dashigu der Xia-Dynastie (21. – 16. Jh. v. Chr.) in Zhengzhou, Henan, Zentralchina                                             | Xia-Dynastie                 | 河南省郑州市西北郊 Provinz Henan                                    | Forschungsinstitut für Kulturgüter und Archäologie der Stadt Zhengzhou 郑州市文物考古研究所 (Wang Wenhua 王文华) |                              |
| Shaanxi Mei xian Xi Zhou Qingtongqi jiaocang 陕西眉县西周青铜器窖藏 Bronzeschatz im Dorf Yangjia, Kreis Mei, Shaanxi, Nordwestchina                                                                            | Westliche Zhou-Dynastie      | 陕西省眉县马家镇杨家村 Provinz Shaanxi                              | Archäologisches Forschungsinstitut der Provinz Shaanxi 陕西省考古研究所, Archäologische Arbeitsgruppe der Stadt Baoji 宝鸡市考古队, Kulturzentrum des Kreises Mei 眉县文化馆 (Wang Zhankui 王占奎)                                                                                   |                              |
| Shaanxi Fufeng Zhouyuan Lijia Xi Zhou shoutong zuofang yizhi 陕西扶风周原李家西周铸铜作坊遗址 Bronze-Manufaktur im Zhouyuan-Gebiet, Kreis Fufeng, Shaanxi, Nordwestchina                                       | Westliche Zhou-Dynastie      | 陕西省扶风县法门镇庄白村李家村西 Provinz Shaanxi                    | Schule für Archäologie und Museologie der Peking-Universität 北京大学考古文博学院, Archäologisches Forschungsinstitut der Provinz Shaanxi 陕西省考古研究所, Archäologisches Institut der Chinesischen Akademie der Sozialwissenschaften 中国社会科学院考古研究所 (Xu Tianjin 徐天进) | Bronze Workshops in Zhouyuan |
| Shandong Zhangqiu Weishan Handai muzang yu peizangkeng ji taoyao 山东章丘危山汉代墓葬与陪葬坑及陶窑 Terracotta-Krieger-Grube und Keramikbrennöfen aus der Zeit der Han-Dynastie in Weishan, Shandong, Ostchina | Han-Dynastie                 | 山东省章丘市西部危山 Provinz Shandong                               | 山东省文物考古研究所、济南市考古研究所、章丘市博物馆 (Wang Shougong 王守功) |                              |
| Shandong Linfen Xiyan Chi Jinmu 山东临沂洗砚池晋墓 Jin-Dynastie (265-420)-Grab beim Xiyan Chi, Linyi, Shandong, Ostchina                                                                                       | Westliche Jin-Dynastie       | 山东省临沂市市区洗砚池街北侧、王羲之故居公园东北部 Provinz Shandong | Forschungsinstitut für Kulturgüter und Archäologie der Provinz Shandong 山东省文物考古研究所、临沂市文化局 (Zheng Tongxiu 郑同修) |                              |
| Shaanxi Tang Zhaoling Bei Sima men yizhi 陕西唐昭陵北司马门遗址 Überreste des Nördlichen Sima-Tores, Zhaoling-Mausoleum der Tang-Dynastie (618-907) in Shaanxi, Nordwestchina                                  | Tang-Dynastie, Qing-Dynastie | 陕西省西安西北礼泉县 Provinz Shaanxi                                | 陕西省考古研究所 (Zhang Jianlin 张建林) |                              |
| Neimenggu Tongliao Tu'erji Shan Liaomu 内蒙古通辽吐尔基山辽墓 Liao-Dynastie (916-1125) -Grab im Tuerji Shan, Tongliao, Autonomes Gebiet Innere Mongolei, Nordchina                                             | Liao-Dynastie (Kitan)        | 内蒙古通辽吐尔基山 Innere Mongolei                                  | Forschungsinstitut für Kulturgüter und Archäologie des Autonomen Gebiets Innere Mongolei 内蒙古自治区文物考古研究所 (Ta La 塔拉) |                              |
| Neimenggu Jining lu gu cheng yizhi 内蒙古集宁路古城遗址 Ruinenststadt Jining, Mongolen-Dynastie (1279–1368), Autonomes Gebiet Innere Mongolei, Nordchina                                                       | Yuan-Dynastie                | 内蒙古乌兰察布盟察右前旗巴音塔拉乡土城子村 Innere Mongolei          | Forschungsinstitut für Kulturgüter und Archäologie des Autonomen Gebiets Innere Mongolei 内蒙古自治区文物考古研究所 (Chen Yongzhi 陈永志) |                              |
| Jiangxi Jingdezhen Zhushan Ming-Qing yuyao yizi 江西景德镇珠山明、清御窑遗址 Kaiserliche Brennöfen der Ming- (1368–1644) und Qing- (1644–1911) Dynastien in Zhushan, Jingdezhen, Jiangxi, Ostchina             | Ming-Dynastie, Qing-Dynastie | 江西省景德镇 Provinz Jiangxi                                        | 北京大学考古文博学院、Forschungsinstitut für Kulturgüter und Archäologie der Provinz Jiangxi 江西省文物考古研究所、景德镇市陶瓷考古研究所 (Liu Xinyuan 刘新园) |                              |

### 2002
Quellen: china.org.cn, history.cultural-china.com, chinaculture.org
| Benennung der archäologischen Entdeckung | Zeit/Epoche                                                                | Ort                                                                   | Organisation (Leiter) | Weblinks |
| --- | -------------------------------------------------------------------------- | --------------------------------------------------------------------- | --- | -------- |
| Guangxi Baise Gexinqiao shiqi shidai shiqi jiagongchang yizhi 广西百色革新桥石器时代石器加工场遗址 Neolithische Gexinqiao-Stätte in Bose, Autonomes Gebiet Guangxi der Zhuang (Werkstätte zur Herstellung von Steingeräten) | Jungsteinzeit                                                              | 广西壮族自治区百色革新桥地区 Guangxi                                  | Archäologische Arbeitsgruppe des Autonomen Gebiets Guangxi der Zhuang 广西壮族自治区文物工作队 (Xie Guangmao 谢光茂)                                                                            |          |
| 出土秦简牍 Stätte der Ruinenstadt Liye und Qinzeitliche Bambustexte aus Liye, Provinz Hunan | Ende der Zeit der Streitenden Reiche, Qin-Dynastie, Westliche Han-Dynastie | Hunan, Longshan- 湖南省湘西土家族苗族自治州龙山县里耶镇 Provinz Hunan | Forschungsinstitut für Kulturgüter und Archäologie der Provinz Henan 湖南省文物考古研究所, Kreis-Longshan-Kulturbüro für Kulturgüter des Autonomen Bezirks Xiangxi 湘西自治州文物处龙山县文化局 |          |
| Shandong Rizhao Haiqu Handai mudi 山东日照海曲汉代墓地 Stätte des Han-zeitlichen Haiqu-Grabes in Rizhao, Provinz Shandong                                                                                                   | Han-Dynastie                                                               | 山东省日照海曲 Provinz Shandong                                       | 山东省文物考古研究所 (He Deliang 何德亮) |          |
| Hebei Linzhang Yecheng yizhi 河北临漳邺城遗址 Stätte der Stadt Ye, Linzhang, Provinz Hebei | Nördliche Dynastien                                                        | 河北省临漳 Provinz Hebei                                              | 中国社会科学院考古研究所、河北省文物研究所 (Zhu Yanshi 朱岩石) |          |
| Shanxi Taiyuan Wangjiafeng Bei Qi Xu Xianxiu mu 山西太原王家峰北齐徐显秀墓 Grab von Xu Xianxiu aus der Zeit der Nördlichen Qi (550-577) in Wangjiafeng, Taiyuan, Provinz Shanxi                                             | Nördliche Qi-Dynastie                                                      | 山西省太原市 Provinz Shanxi                                           | 山西省考古研究所、太原市文物考古研究所 (Chang Yimin 常一民) | web      |
| Hubei Badong Jiuxianping yizhi 湖北巴东旧县坪遗址 Ruinenstadt im Kreis Badong, Provinz Hubei | Sechs Dynastien bis Song-Dynastie                                          | 湖北省巴东县旧县城 Provinz Hubei                                      | 湖北省文物局、武汉大学、武汉市考古所 (Wang Ran 王然) |          |
| Jilin Yanbian Xigucheng chengyi 吉林延边西古城城址（渤海）Ruinenstadt Xigucheng aus der Zeit der Tang-Dynastie (618-907) in Yanbian, Provinz Jilin                                                                          | Tang-Dynastie                                                              | 吉林省延边 Provinz Jilin                                              | 吉林省文物考古研究所 (Song Yubin 宋玉彬) |          |
| Heilongjiang Acheng Liuxiutun Jindai daxing gongdian jizhi 黑龙江阿城刘秀屯金代大型宫殿基址 Palaststätte von Liuxiu aus der Zeit der Jin-Dynastie (1115–1234) in Acheng, Provinz Heilongjiang                               | Jurchen-Dynastie (Jin)                                                     | 黑龙江省阿城市（今哈尔滨市阿城区）Provinz Heilongjiang                | 黑龙江省文物考古研究所 (Li Chenqi 李陈奇) |          |
| Jiangxi Lidu Yuandai Shaojiu zuofang yizhi 江西李渡元代烧酒作坊遗址 Alte Brauerei aus der Zeit der Mongolen-Dynastie (1271–1368) in Lidu, Provinz Jiangxi                                                                   | Yuan-Dynastie                                                              | 江西省南昌市进贤县李渡镇 Provinz Jiangxi                              | 江西省文物考古研究所 (Yang Jun 杨军) |          |
| Zhejiang Ningbo Yuandai Qingyuan lu Yongfengku yizhi 浙江宁波元代庆元路永丰库遗址 Speicherstätte aus der Zeit der Mongolen-Dynastie in Ningbo, Provinz Zhejiang                                                             | Yuan-Dynastie                                                              | 浙江省宁波市中山西路 Provinz Zhejiang                                 | 宁波市文物考古研究所 (Zhu Xiaobo 诸晓波) |          |

### 2001
Quellen: china.org.cn, history.cultural-china.com, chinaculture.org
| Benennung der archäologischen Entdeckung | Zeit/Epoche                                                    | Ort                                     | Organisation (Leiter) | Weblinks |
| --- | -------------------------------------------------------------- | --------------------------------------- | --- | -------- |
| Shanxi Ji xian Shizitan Jiushiji Shidai yizhi 山西吉县柿子滩旧石器时代遗址 Shizitan-Stätte im Kreis Ji, Linfen, Provinz Shanxi                                                                 | Altsteinzeit                                                   | 山西省吉县柿子滩 Provinz Shanxi         | Archäologisches Forschungsinstitut der Provinz Shanxi 山西省考古研究所, Schule für Archäologie und Museologie der Provinz Shanxi 山西大学文博学院, Kulturstelle des Kreises Ji 吉县文管所 |          |
| Qinghai Minhe Lajia Qijia wenhua yizhi 青海民和喇家齐家文化遗址 Stätte der Qijia-Kultur in Lajia, Kreis Minhe, Provinz Qinghai                                                                 | Jungsteinzeit                                                  | 青海省民和喇家齐家村 Provinz Qinghai    | 中国社科院考古研究所、青海省考古研究所 |          |
| Guangdong Shenzhen Wubeiling Shangdai yizhi 广东深圳屋背岭商代遗址 Wubeiling-Gräber der Shang-Dynastie in Shenzhen, Provinz Guangdong                                                          | Shang-Dynastie                                                 | 广东省深圳屋背岭地区 Provinz Guangdong  | 广东省文物考古研究所、深圳市文管会、深圳市博物馆等 |          |
| Zhejiang Xiaoshan Kuahuqiao Xinshi Shidai yizhi 浙江萧山跨湖桥新石器时代遗址 Neolithische Kuahuqiao-Stätte in Xiaoshan, Provinz Zhejiang                                                       | Jungsteinzeit                                                  | 浙江省萧山跨湖桥地区 Provinz Zhejiang   | 浙江省文物考古研究所、杭州市萧山区博物馆 |          |
| Sichuan Chengdu Jinsha Shang-Zhou yizhi 四川成都金沙商周遗址 Jinsha-Ruinen der Shang- und Zhou-Dynastien in Chengdu, Sichuan                                                                   | späte Shang-Dynastie bis Westliche Zhou-Dynastie               | 四川省成都金沙地区 Provinz Sichuan      | 成都市文物考古研究所 |          |
| Guizhou Hezhang Kele yizhi muzang 贵州赫章可乐遗址墓葬 Kele-Friedhof in Hezhang, Provinz Guizhou                                                                                               | Zeit der Streitenden Reiche bis Westliche Han-Dynastie         | 贵州省赫章地区 Provinz Guizhou          | 贵州省文物考古研究所 |          |
| Zhejiang Hangzhou Laohudong Nan Song yaozhi 浙江杭州老虎洞南宋窑址 Keramikbrennofen aus der Südlichen Song-Dynastie in Laohudong, Provinz Zhejiang                                             | Südliche Song-Dynastie                                         | 浙江省杭州市萧山老虎洞 Provinz Zhejiang | 杭州市文物考古研究所 |          |
| Zhejiang Hangzhou Leifeng ta yizhi 浙江杭州雷峰塔遗址 Ruinen der Leifeng-Pagoda in Hangzhou, Provinz Zhejiang                                                                                  | Zeit der Fünf Dynastien und Zehn Reiche                        | 浙江省杭州 Provinz Zhejiang             | 浙江省文物考古研究所 |          |
| Jun-Keramikbrennofen in Yuzhou, Provinz Henan | frühe Jurchen-Dynastie (Jin) bis späte Nördliche Song-Dynastie | Provinz Henan                           | |          |
| Zhejiang Hanzhou Nan Song Gongsheng Renlie huanghou zhai yizhi 浙江杭州南宋恭圣仁烈皇后宅遗址 Residenz der Kaiserin Gongsheng Renlie der Südlichen Song-Dynastie in Hangzhou, Provinz Zhejiang | Südliche Song-Dynastie                                         | 浙江省杭州 Provinz Zhejiang             | 杭州市文物考古研究所 |          |

### 2000
Quellen: china.org.cn, history.cultural-china.com, chinaculture.org
| Benennung der archäologischen Entdeckung | Zeit/Epoche                                                              | Ort                                             | Organisation (Leiter) | Weblinks |
| --- | ------------------------------------------------------------------------ | ----------------------------------------------- | --- | -------- |
| Fujian Sanming Wanshouyan Jiushiqi Shidai yizhi 福建三明万寿岩旧石器时代遗址 Paläolithische Wanshouyan-Stätte, Stadtbezirk Sanyuan, Sanming, Provinz Fujian, Ostchina                                                                  | Altsteinzeit                                                             | 福建省三明市三元区岩前村 Provinz Fujian         | Institut für Wirbeltierpaläontologie und Paläoanthropologie der Chinesischen Akademie der Wissenschaften 中科院古脊椎动物与古人类研究所, Peking-Universität 北京大学, Provinzmuseum Fujian 福建省博物馆, Kulturbüro Sanming 三明市文管办, Stadtmuseum Sanming 三明市博物馆 |          |
| Jiangsu Lianyungang Tenghualuo Longshan shidai chengzhi 江苏连云港藤花落龙山时代城址 Prähistorische Tenghualuo-Stätte der Zeit der Longshan-Kultur in Lianyungang, Provinz Jiangsu                                                     | Jungsteinzeit                                                            | 江苏省连云港市 Provinz Jiangsu                  | Forschungsinstitut für Kulturgüter und Archäologie der Provinz Jiangsu 江苏省文物考古研究所 | web      |
| Henan Xinmi Guchengzhai Longshan shidai gucheng 河南新密古城寨龙山时代古城 Ruinenstadt der Longshan-Kultur in Xinmi, Provinz Henan, Zentralchina                                                                                       | Jungsteinzeit                                                            | 河南省新密市曲梁乡大樊庄古城寨村                | Forschungsinstitut für Kulturgüter der Provinz Henan 河南省文物研究所 |          |
| Guangdong Boluo Henglingshan Xian Qin mudi 广东博罗横岭山先秦墓地 Alte Gräber der Vor-Qin-Zeit im Hengling Shan, Kreis Boluo, Provinz Guangdong, Südchina                                                                              | Vor-Qin-Zeit                                                             | 广东省博罗横岭山 Provinz Guangdong              | Archäologisches Forschungsinstitut der Provinz Guangdong 广东省考古研究所 |          |
| Hubei Qianjiang Longwan gongdian yizhi 湖北潜江龙湾宫殿遗址 Palaststätte von Longwan, Qianjiang, Provinz Hubei | späte Frühlings- und Herbstperiode bis frühe Zeit der Streitenden Reiche | 湖北省潜江市 Provinz Hubei                      | |          |
| Sichuan Chengdu Gu Shuguo daxin chuanguan dumu muzang yizhi 四川成都古蜀国大型船棺独木棺墓葬遗址 Aus einem einzigen Stamm gefertigte große Bootssärge des alten Reiches Shu in Chengdu, Provinz Sichuan                                | frühe Zeit der Streitenden Reiche                                        |                                                 | Forschungsinstitut für Kulturgüter und Archäologie der Stadt Chengdu 成都市文物考古研究所 |          |
| Shandong Zhangqiu Luozhuang Hanmu peizangkeng he jisikeng yizhi 山东章丘洛庄汉墓陪葬坑和祭祀坑遗址 Gruben der mit den Toten zusammen Begrabenen und Opfergruben des Luozhuang-Mausoleums der Zeit der Han-Dynastie, Zhangqiu, Shandong | Westliche Han-Dynastie                                                   | 山东省济南市章丘洛庄 Provinz Shandong           | Archäologisches Forschungsinstitut der Stadt Jinan 济南市考古研究所, Archäologische Abteilung der Shandong-Universität 山东大学考古系 |          |
| Jiangsu Nanjing Zhongshan Liuchai tanlei jianzhu yizhi 江苏南京钟山六朝坛类建筑遗址 Stätte der alten Altar-Bauwerke im Zhongshan-Hügel, Nanjing, Provinz Jiangsu                                                                       | Östliche Jin-Dynastie bis Südliche und Nördliche Dynastien               | 江苏省南京市钟山 Provinz Jiangsu                | Institut für Kulturgüter der Stadt Nanjing 南京市文物研究所 |          |
| Zhejiang Hangzhou Nan Song Lin'an fuzhi yizhi 浙江杭州南宋临安府治遗址 Stätte des Lin'an-Präfekturgebäudes aus der Zeit der Südlichen Song-Dynastie (1127–1279) in Hangzhou, Provinz Zhejiang                                          | Südliche Song-Dynastie                                                   | 浙江省杭州市清波北门的荷花池头 Provinz Zhejiang | Institut für Kulturgüter und Archäologie der Stadt Hangzhou 杭州市文物考古所 |          |
| Stätte des Ruguan-Porzellanbrennofens in Qingliangsi, Baofeng, Provinz Henan | Nördliche Song-Dynastie                                                  | Provinz Henan                                   | Forschungsinstitut für Kulturgüter und Archäologie der Provinz Henan |          |

### 1999
Quellen: german.china.org.cn, chinaculture.org
| Benennung der archäologischen Entdeckung | Zeit/Epoche                                                   | Ort                                               | Organisation (Leiter) | Weblinks                                                                                                  |
| --- | ------------------------------------------------------------- | ------------------------------------------------- | --- | --- |
| Jiangsu Jiangyin Gaochengdun yizhi 江苏江阴高城墩遗址 Gaochengdun-Ruine aus der Jungsteinzeit in Jiangyin, Provinz Jiangsu                                                         | Jungsteinzeit                                                 | 江苏省江阴市石庄镇高城墩村自然村 Provinz Jiangsu  | Nanjing-Museum 南京博物院, Stadtmuseum Wuxi 无锡市博物馆, Jiangyin-Museum 江阴博物馆                                                   | Die Gaochengdun-Ruine aus der Jungsteinzeit in Jiangyin, Provinz Jiangsu                                  |
| Henan Jiaozuo fucheng Shangdai zaoqi yizhi 河南焦作府城商代早期遗址 Ruine einer Stadt aus der Shang-Dynastie in Jiaozuo, Provinz Henan                                             | frühe Shang-Dynastie                                          | 河南省焦作市西南府城村 Provinz Henan              | Jiaozuo-Kulturgüter-Arbeitsgruppe des Instituts für Kulturgüter und Archäologie der Provinz Henan 河南省文物考古研究所焦作市文物工作队 | Die Ruine einer Stadt aus der Shang-Dynastie in Jiaozuo, Provinz Henan                                    |
| Hunan Huxishan yi-hao Hanmu 湖南虎溪一号汉墓 Han-Grab Nr. 1 in Huxishan in der Provinz Hunan                                                                                       | Westliche Han-Dynastie                                        | 湖南省沅陵县城关镇                                | 湖南省文物考古研究所 Provinz Hunan | Das Han-Grab Nr. 1 in Huxishan in der Provinz Hunan                                                       |
| Yunnan Kunming Yangfutou mudi 云南昆明羊甫头墓地 Yangfutou-Friedhof in Yunnan | Östliche Han-Dynastie                                         | 云南省昆明市官渡区小板桥镇羊甫头村 Provinz Yunnan | 云南省文物考古研究所、昆明市博物馆、官渡区博物馆                                                                                       | Der Yangfutou-Friedhof in Yunnan                                                                          |
| Jilin Tonghua Wanfabozi yizhi 吉林通化万发拨子遗址 Wanfabozi-Ruine in Tonghua, Provinz Jilin                                                                                       | Qin-Dynastie, Han-Dynastie                                    | 吉林省通化市 Provinz Jilin                        | 吉林省文物考古研究所 | Die Wanfabozi-Ruine in Tonghua, Provinz Jilin                                                             |
| Liaoning Hengren Wunüshan shancheng yizhi 辽宁桓仁五女山山城遗址 Bergstadt Wunüshan in Hengren, Provinz Liaoning                                                                   | Jungsteinzeit bis Zeit der Südlichen und Nördlichen Dynastien | 辽宁省本溪市桓仁县城东北五女山 Provinz Liaoning   | 辽宁省文物考古研究所、本溪市博物馆、桓仁县文管所                                                                                       | Die Bergstadt Wunüshan in Hengren, Provinz Liaoning                                                       |
| Shanxi Taiyuan Yugong mu 山西太原虞弘墓 Yuhong-Grab aus der Sui-Dynastie in Taiyuan, Provinz Shanxi                                                                                | Sui-Dynastie                                                  | 山西省太原市晋源区王郭村 Provinz Shanxi           | 山西省考古研究所、太原市考古研究所、晋源区文物旅游局                                                                                   | Das Yuhong-Grab aus der Sui-Dynastie in Taiyuan, Provinz Shanxi Tomb of Yuhong of Sui Dynasty             |
| Anhui Huaibei Liuzi Sui-Tang dayunhe yizhi 安徽淮北柳孜隋唐大运河遗址 Archäologische Untersuchung des Kaiserkanals aus der Sui- und der Tang-Zeit in Liuzi, Huaibei, Provinz Anhui | Tang-Dynastie bis Song-Dynastie                               | 安徽省淮北市濉溪县柳孜镇 Provinz Anhui            | 安徽省文物考古研究、淮北市博物馆、濉溪县文物管理所                                                                                     | Die archäologische Untersuchung des Kaiserkanals aus der Sui- und der Tang-Zeit in Huaibei, Provinz Anhui |
| Hebei Yuan Zhongdu yizhi 河北元中都遗址 Zentrale Hauptstadt (Zhongdu) der Mongolen-Dynastie in Hebei                                                                               | Yuan-Dynastie                                                 | 河北省张家口地区张北县城 Provinz Hebei            | 河北省文物研究所、张家口市文物管理处、张北县文物保管所                                                                                 | Die Zentrale Hauptstadt (Zhongdu) der Yuan-Dynastie in Hebei                                              |
| Sichuan Chengdu Shuijing jie jiufang yizhi 四川成都水井街酒坊遗址 Ruine einer Schnapsbrennerei in Chengdu, Provinz Sichuan                                                         | Ming-Dynastie                                                 | 四川省成都市锦江区水井街17-23号 Provinz Sichuan   | 成都市文物考古研究所、四川省文物考古研究所、四川省博物馆                                                                               | Die Ruine einer Schnapsbrennerei in Chengdu, Provinz Sichuan                                              |

### 1998
Quelle: china.org.cn
| Benennung der archäologischen Entdeckung | Zeit/Epoche                                       | Ort                                                                                           | Organisation (Leiter) | Weblinks |
| --- | ------------------------------------------------- | --------------------------------------------------------------------------------------------- | --- | -------- |
| Hebei Nihewan pendi Yangyuan Yujiagou yizhi 河北泥河湾盆地阳原于家沟遗址 Paläolithische Stätte in Yujiagou im Nihewan-Becken, Yangyuan, Hebei | Altsteinzeit                                      | 河北省阳原县泥河湾盆地 Nihewan-Becken, Kreis Yangyuan, Provinz Hebei                          | Forschungsinstitut für Kulturgüter der Provinz Hebei 河北省文物研究所, Archäologische Abteilung der Peking-Universität 北京大学考古系                                                 |          |
| Anhui Hanshan Lingjiatan Xinshiqi Sidai jitan he mudi 安徽含山凌家滩新石器时代祭坛和墓地 Neolithischer Opferaltar und Friedhof in Lingjiatan, Hanshan, Anhui | Jungsteinzeit                                     | 安徽省含山县铜闸镇凌家滩自然村 Lingjiatan, Großgemeinde Tongzha, Kreis Hanshan, Provinz Anhui | Forschungsinstitut für Kulturgüter und Archäologie der Provinz Anhui 安徽省文物考古研究所                                                                                             |          |
| Jiangsu Jintan Sanxingcun Xinshiqi Shidai yizhi 江苏金坛三星村新石器时代遗址 Neolithische Stätte in Sanxingcun, Jintan, Jiangsu | Jungsteinzeit                                     | 江苏省金坛市西岗镇三星村 Sanxingcun, Großgemeinde Xigang, Kreis Jintan, Provinz Jiangsu       | Nanjing-Museum 南京博物院, Kulturkomitee der Stadt Jintan 金坛市文管会 |          |
| Chongqing Zhong xian Zhongba yizhi 重庆忠县中坝遗址 Zhongba-Stätte im Kreis Zhong, Chongqing | Jungsteinzeit                                     | 重庆市忠县县城 Kreis Zhong, Chongqing                                                         | Forschungsinstitut für Kulturgüter und Archäologie der Provinz Sichuan 四川省文物考古研究所                                                                                           |          |
| Liaoning Beipiao Kangjiatun chengzhi 辽宁北票康家屯城址 Kangjiatun-Stätte, Beipiao, Liaoning (Steinerne Stadt der Kultur der Unteren Xiajiadian-Schicht) | Xia-Dynastie bis frühe Shang-Dynastie             | 辽宁省北票市大板镇康家屯村小波台沟 Kangjiatun, Großgemeinde Daban, Beipiao, Provinz Liaoning  | Forschungsinstitut für Kulturgüter und Archäologie der Provinz Liaoning 辽宁省文物考古研究所                                                                                          |          |
| Zhejiang Shaoxing Yinshan Yueguo wang ling 浙江绍兴印山越国王陵 Yinshan-Mausoleum des Königs des Staates Yue in Lanting, Shaoxing, Zhejiang | späte Frühlings- und Herbstperiode                | 浙江省绍兴县兰亭镇木栅村 Muzha, Großgemeinde Lanting, Shaoxing, Provinz Zhejiang              | Forschungsinstitut für Kulturgüter und Archäologie der Provinz Zhejiang 浙江省文物考古研究所, Kulturgüter- und Denkmalschutzamt der Stadt Shaoxing 绍兴县文物保护管理所               |          |
| Chongqing Sanxiakuqu Yunyang Lijiava yizhi 重庆三峡库区云阳李家坝遗址 Lijiaba-Stätte in Yunyang, Chongqing (Drei-Schluchten-Gebiet) | Zeit der Streitenden Reiche                       | 重庆市云阳县高阳镇青树村 Qingshu, Großgemeinde Gaoyang, Kreis Yunyang, Chongqing              | Archäologische Arbeitsgruppe des Sichuan-Universität 四川大学三峡考古队 |          |
| Henan Xiaolangdi shuiku Dong Han caoyun jianzhu jizhi ji gu Huang He zhandao 河南小浪底水库东汉漕运建筑基址及古黄河栈道 Speicher und Holzsteg am Gelben Fluss aus der Zeit der Östlichen Han-Dynastie in Yandongcun, Kreis Xin'an, Provinz Henan (Xiaolangdi-Talsperre) | Östliche Han-Dynastie usw.                        | 山西平陆、夏县、垣曲三县黄河北岸的小浪底水库淹没区洛阳黄河两岸                                | 山西省考古研究、洛阳市第二文物工作队 |          |
| Jiangsu Nanjing Xianheguan, Xiangshan Dong Jin guizu mudi 江苏南京仙鹤观、象山东晋贵族墓地 Klan-Friedhöfe aus der Zeit der Sechs Dynastien in den Vororten von Nanjing, Provinz Jiangsu                                                                                 | Östliche Jin-Dynastie                             | 江苏省南京市仙鹤山、象山                                                                      | Nanjing-Museum 南京市博物馆 |          |
| Zhejiang Cixi Shanglinhu Silongkou Yue yao yaozhi 浙江慈溪上林湖寺龙口越窑窑址 Yue-Brennofen der Shanglinhu-Silongkou-Stätte in Silongcun, Cixi, Zhejiang | Ende der Tang-Dynastie bis Südliche Song-Dynastie | 浙江省慈溪市匡堰镇寺龙村 Silong, Großgemeinde Kuangyan, Cixi, Provinz Zhejiang                | Archäologisches Institut der Provinz Zhejiang 浙江省考古研究所, Archäologische Abteilung der Peking-Universität 北京大学考古系, Kulturgüterstelle der Stadt Cixi 慈溪市文物管理委员会 |          |

### 1997
Quelle: huaxia.com
| Benennung der archäologischen Entdeckung | Zeit/Epoche                             | Ort                                                                        | Organisation (Leiter) | Weblinks      |
| --- | --------------------------------------- | -------------------------------------------------------------------------- | --- | ------------- |
| Shaanxi Luonan pendi Jiushiqi didian qun 陕西洛南盆地旧石器地点群 Paläolithische Stätten des Luonan-Beckens in Shaanxi | Altsteinzeit                            | 陕西省洛南盆地 Luonan-Becken, Provinz Shaanxi                              | Archäologisches Institut der Provinz Shaanxi 陕西省考古研究所, Kulturgesellschaft des Shangluo-Gebiets 商洛地区文管会, Kulturgesellschaft des Kreises Luonan 洛南县文管会 Provinz Shaanxi |               |
| Shangdong Zhangqiu Xihe yizhi 山东章丘西河遗址 Xihe-Stätte in Zhangqiu, Shandong | Jungsteinzeit                           | 山东省章丘市龙山三村 Provinz Shandong                                      | 山东省考古所 |               |
| Guangxi Yongning Dingsishan yizhi 广西邕宁顶蛳山遗址 Dingsishan-Stätte, Stadtbezirk Yongning, Nanning, Guangxi | Jungsteinzeit                           | 广西壮族自治区南宁市邕宁县（今邕宁区）蒲庙镇新新行政村九碗坡自然村 Guangxi | 中国社会科学院考古研究所广西工作队、广西壮族自治区文物队、南宁市博物馆 |               |
| Hunan Lixiang Chengtoushan Daxi wenhua chengqiang ji Tangjiagang wenhua shuidaotian 湖南澧县城头山大溪文化城墙及汤家岗文化水稻田 Die Stadtmauern der Daxi-Kultur von Chengtoushan und die Wasserreisfeld (shuidaotian) der Tangjiagang-Kultur, Kreis Li, Provinz Hunan | Jungsteinzeit                           | 湖南澧县城头山 Provinz Hunan                                               | 湖南省文物考古研究所 |               |
| Xianggang Dongwanzi bei yizhi 香港东湾仔北遗址 Tung Wan Tsai North (Dongwanzibei)-Stätte auf Ma Wan Island, Tsuen Wan, Hongkong | Jungsteinzeit                           | 香港特区荃湾区马湾岛马湾乡马湾村 Hongkong                                  | 中国社会科学院考古研究所、香港古物古迹办事处 | web I, web II |
| Henan Yanshi Shangcheng xiaocheng 河南偃师商城小城 Stätte der Shang-zeitlichen Stadt in Yanshi | Xia-Dynastie bis Shang-Dynastie         | 河南省偃师市城关镇 Provinz Henan                                           | 中国社会科学院考古研究所偃师商城工作队 |               |
| Henan XInzheng Zheng-Han gucheng Zhengguo jisi yizhi 河南新郑郑韩故城郑国祭祀遗址 Hauptstadt der alten Staaten Zheng und Han, Opferstätte des Staates Zheng, Xinzheng, Henan                                                                                           | Frühlings- und Herbstperiode            | 河南省豫西山地和豫东扇积平原的交接地带 Provinz Henan                       | 河南省文物考古研究所 |               |
| Liaoning Suizhong Shibeidi yizhi 辽宁绥中石碑地遗址 Shibeidi-Stätte, Suizhong, Provinz Liaoning | Qin-Dynastie bis Westliche Han-Dynastie | 辽宁省葫芦岛市绥中县万家镇墙子里村 Provinz Liaoning                        | 辽宁省文物考古研究所 | web           |
| Guangdong Guangzhou Nanyueguo yuyuan yiji 广东广州南越国御苑遗迹 Kaiserlicher Garten des Staates Nan-Yue in Guangzhou, Guangdong | Han-Dynastie                            | 广州老城区中心城隍庙前忠佑大街西侧 Provinz Guangdong                       | 广州市文物考古研究所 |               |
| Xinjiang Yuli Yingpan Han Jin mudi 新疆尉犁营盘汉晋墓地 | Han-Dynastie bis Jin-Dynastie           | 新疆维吾尔自治区巴音郭楞蒙古自治州尉犁县 Autonomes Gebiet Xinjiang         | 新疆文物考古研究所 |               |

### 1996
Quelle: seaa-web.org
| Benennung der archäologischen Entdeckung | Zeit/Epoche                        | Ort | Organisation (Leiter)                                                                                    | Weblinks |
| --- | ---------------------------------- | --- | --- | -------- |
| Chongqing Fengdu Yandunbao yizhi 重庆丰都烟墩堡遗址 Yandunbao-Stätte (Steinwerkzeuge aus dem Jungpleistozän), Stadtbezirk Fengdu, Provinz Sichuan                                                                 | Altsteinzeit                       | 重庆市丰都县 Kreis Fengdu, Chongqing | Archäologische Drei-Schluchten-Arbeitsgruppe der Chinesischen Wissenschaftsakademie 中国科学院三峡考古队 | web      |
| Henan Mengjin Zhouli Xinshiqi Shidai juluo yizhi 河南孟津妯娌新石器时代聚落遗址 Neolithischer Ort der Zhouli-Stätte der Xiaolangdi-Talsperre, Mengjin, Provinz Henan                                              | Jungsteinzeit                      | 河南省洛阳市孟津县煤窑乡妯娌村 Provinz Henan | 洛阳市文物工作队、郑州大学考古系、孟津县文管会                                                           | web      |
| Sichuan Chengdu Pingyuan shiqian gu chengzhi qun 四川成都平原史前古城址群 Prähistorische Stätten befestigter Städte in der Chengdu-Ebene                                                                          | Jungsteinzeit (Baodun-Kultur)      | Xinjin Baodun yizhi 新津宝墩遗址（四川省成都新津县龙马乡宝墩村） Wenjiang Yuniaocun yizhi 温江鱼袅村遗址（四川成都温江县（今温江区）万春镇鱼袅村、 直隶村和报恩村） Pi xian gucheng yizhi 郫县古城遗址（四川省成都市郫县古城乡古城村和梓路村） Dujiangyan Mangcheng yizhi 都江堰芒城遗址（四川省都江堰市青城乡芒城村） Chongzhou Shuanghe yizhi 崇州双河遗址（四川省崇州市上元乡芒城村） Zizhu yizhi 紫竹遗址（四川省崇州市燎原乡紫竹村） | 成都市文物考古工作队、成都市文物考古研究所                                                               |          |
| Henan Pingdingshan Yingguo mudi 河南平顶山应国墓地 Grabstätten des Staates Ying in Pingdingshan, Provinz Henan | Zhou-Dynastie                      | 河南省平顶山市新华地区薛庄乡北滍村 Provinz Henan | 河南省文物研究所、平顶山市文管会                                                                         |          |
| Shandong Changqing Shuangrushan Xi Han Jibei wang ling 山东长清双乳山西汉济北王陵 Shuangrushan Mausoleum des Königs von Jibei aus der Zeit der Westlichen Han-Dynastie im Stadtbezirk Changqing, Provinz Shandong | Westliche Han-Dynastie             | 山东省长清县双乳山村 Provinz Shandong | 山东大学考古系、长清县文管所                                                                             |          |
| Hunan Changsha Zoumalou Sanguo Wu jinian jiandu 湖南长沙走马楼三国吴纪年简牍 Schreibtäfelchen aus Holz und Bambus aus dem Wu-Reich der Zeit der Drei Reiche aus Zoumalou, Changsha, Provinz Hunan                 | Wu-Dynastie (Zeit der Drei Reiche) | 长沙市走马楼湖南平和堂商贸大厦建设区域内的古井（窑）群 Provinz Changsha | 长沙市文物工作队                                                                                         |          |
| Liaoning Beipiao Lamadong Xianbei guizu mudi 辽宁北票喇嘛洞鲜卑贵族墓地 Gräber des Xianbei-Adels in Lamadong, Beipiao, Provinz Liaoning                                                                           |                                    | 辽宁省北票市南八乡四家板村喇嘛洞村民组 Provinz Liaoning | 辽宁省文物考古研究所                                                                                     | web      |
| Shandong Qingzhou Longxing si Fojiao zaoxiang jiaocang 山东青州龙兴寺佛教造像窖藏 Buddhistische Statuen des Longxing-Tempels in Qingzhou, Provinz Shandong                                                        |                                    | 山东省青州市 Provinz Shandong | |          |
| Qinghai Dulan Tufan muqun de fajue 青海都兰吐蕃墓群的发掘 Tufan-Gräber in Dulan, Provinz Qinghai |                                    | 青海省海西蒙古族藏族自治州 Provinz Qinghai | |          |
| Sichuan Huaying Nan Song An Bing jiazu mudi 四川华蓥南宋安丙家族墓地 Friedhof der Familie des An Bing aus der Zeit der Südlichen Song-Dynastie in Huaying, Provinz Sichuan                                        | Südliche Song-Dynastie             | 四川省华蓥市双河镇昭勋村 Provinz Sichuan | 四川省文物考古研究所、广安市文体局、华蓥市文体局、华蓥市文物管理所                                       |          |

### 1995
| Benennung der archäologischen Entdeckung | Zeit/Epoche                                | Ort                                                                                     | Organisation (Leiter) | Weblinks     |
| --- | ------------------------------------------ | --------------------------------------------------------------------------------------- | --- | ------------ |
| Jiangxi Wannian Xianrendong yu Diaotonghuan yizhi 江西万年仙人洞和吊桶环遗址 spätpaläolithische bis frühneolithische Xianrendong- und Diaotonghuan-Stätte in Wannian, Jiangxi                            | späte Altsteinzeit bis frühe Jungsteinzeit | 江西省太源盆地 Provinz Jiangxi, Taiyuan-Becken                                          | Archäologische Abteilung der Peking-Universität 北京大学考古系, Institut für Kulturgüter und Archäologie der Provinz Jiangxi 江西省文物考古研究所, 美国安德沃（Andover）考古基金会 (Yan Wenming 严文明 (China), Mai Keshen 麦克什 (Vereinigte Staaten)) |              |
| Hunan Yuchanyan yizhi 湖南玉蟾岩遗址 Yuchanyan-Stätte in Yongzhou, Hunan | späte Altsteinzeit bis frühe Jungsteinzeit | 湖南省永州市道县寿雁镇 Großgemeinde Shouyan des Kreises Dao von Yongzhou, Provinz Hunan | Institut für Kulturgüter und Archäologie der Provinz Hunan 湖南省文物考古研究所 |              |
| Henan Zhengzhou Xishan Yangshao wenhua chengzhi 河南郑州西山仰韶文化城址 Xishan-Stätte der Yangshao-Kultur in Zhengzhou, Provinz Henan                                                                   | Jungsteinzeit                              | 河南省郑州市邙山区古荣镇孙庄村 Provinz Henan                                            | 河南省文物局、国家文物局 |              |
| Henan Zhengzhou Xiaoshuangqiao yizhi 河南郑州小双桥遗址 Xiaoshuangqiao-Stätte in Zhengzhou, Provinz Henan                                                                                                | Shang-Dynastie                             | 河南省郑州市石拂乡小双桥村 Provinz Henan                                                | Institut für Kulturgüter und Archäologie der Provinz Henan 河南省文物考古研究所 |              |
| Shandong Changqing Xianrentai Shiguo guizu mudi 山东长清仙人台邿国贵族墓地 Xianrentai-Stätte der Adelsgräber des Staates Shi (邿国), Stadtbezirk Changqing, Jinan, Provinz Shandong                      | Zhou-Dynastie                              | 山东省济南市长清县五峰山镇北黄崖村 Provinz Shandong                                     | 山东大学历史学系考古专业 |              |
| Jiangsu Xuzhou Shizishan Xi Han Chu wang ling 江苏徐州狮子山西汉楚王陵 Chu-Gräber aus der Zeit der Westlichen Han-Dynastie, Xuzhou, Provinz Jiangsu                                                      | Westliche Han-Dynastie                     | 江苏省徐州市市郊 Provinz Jiangsu                                                        | 南京博物院考古研究所、徐州汉兵马俑博物馆 | 邹厚本、王恺 |
| Xinjiang Minfeng Niya yizhi 新疆民丰尼雅遗址 Niya (Ruinenstadt), Minfeng, Autonomes Gebiet Xinjiang | Han- bis Jin-Dynastie 汉晋                 | 新疆维吾尔自治区和田地区民丰县 Autonomes Gebiet Xinjiang                                | 中日合作尼雅遗址学术考察队 |              |
| Guangdong Nayueguo gongzhu yuyuan yiji 广东南越国宫署御苑遗迹 Stätte kaiserlichen Palastgartens des Reiches Nan-Yue                                                                                      | Han-Dynastie                               | 广东省广州市老城区中心城隍庙前忠佑大街两侧 Provinz Guangdong                            | 广州市文物考古研究所 |              |
| Heilongjiang Ning’an Hongzunyuchang Bohaiguo muqun yizhi 黑龙江宁安虹鳟鱼场渤海国墓群遗址 Gräber der Hongzunyuchang-Stätte des Bohai-Reiches (Balhae), Ning’an, Provinz Heilongjiang (web; PDF; 2,18 MB) | Tang-Dynastie Bohai-Reich                  | 黑龙江省宁安市渤海镇虹鳟鱼场 Provinz Heilongjiang                                       | Institut für Kulturgüter und Archäologie der Provinz Heilongjiang 黑龙江省文物考古研究所 |              |
| Zhejiang Zhaoshi yizhi 浙江赵氏太庙遗址 Stätte des Kaiserlichen Ahnentempels der Familie Zhao, Stadtbezirk Shangcheng, Hangzhou, Provinz Zhejiang                                                        | Südliche Song-Dynastie                     | 浙江省杭州市上城区中山南路一带 Provinz Zhejiang                                         | 杭州市文物考古研究所 |              |

### 1994
| Benennung der archäologischen Entdeckung | Zeit/Epoche                                              | Ort                                                                             | Organisation (Leiter)                                                    | Weblinks                  |
| --- | -------------------------------------------------------- | ------------------------------------------------------------------------------- | ------------------------------------------------------------------------ | ------------------------- |
| Jiangsu Nanjing Tangshan gurenlei tougu huashi 江苏南京汤山古人类头骨化石 Paläolithische Homo erectus-Fossilien, Tang Shan, Hulu-Höhle, Jiangning, Nanjing, Provinz Jiangsu                       | Altsteinzeit                                             | 江苏省南京市江宁县汤山镇雷公山葫芦洞                                            | 南京市博物馆、北京大学考古系                                             | Dating a very old man web |
| Chongqing Sanxia gongcheng yanmoqu kaogu diaocha 重庆三峡工程淹没区考古调查 Archäologische Untersuchungen des überfluteten Gebiets des Drei-Schluchten-Damms, Chongqing                           | Altsteinzeit, Jungsteinzeit bis Zeit der Sechs Dynastien | 三峡工程的库区                                                                  | 中国历史博物馆、中国文物研究所、国家文物局“三峡工程文物保护工作领导小组” |                           |
| Henan Baligang Xinshiqi Shidai juluo yizhi 河南八里岗新石器时代聚落遗址 Stätte der neolithischen Siedlung Baligang, Dengzhou, Provinz Henan                                                       | Jungsteinzeit                                            | 河南省邓州市白庄村 Provinz Henan                                                | 北京大学考古系、南阳地区文物研究所                                       |                           |
| Anhui Yuchi si Xinshiqi Shidai juluo yizhi 安徽尉迟寺新石器时代聚落遗址 Yuchi-Tempel-Stätte (neolithische Siedlung), Kreis Mengcheng, Provinz Anhui                                               | Jungsteinzeit                                            | 安徽省蒙城县许町镇毕集村 Provinz Anhui                                          | 中国社会科学院考古研究所                                                 |                           |
| Henan Huixian Mengzhuang yizhi 河南辉县孟庄遗址 Mengzhuang-Stätte, Huixian, Provinz Henan | Jungsteinzeit                                            | 河南省辉县市孟庄镇 Provinz Henan                                                | 河南省文物考古研究所、新乡地区文管会、辉县市文保所                       |                           |
| Shandong Tengzhou Qianzhangda Shang-Zhou guizu mudi 山东滕州前掌大商周贵族墓地 Qianzhangda-Adelsgräber aus der Zeit der Shang- bis zum Anfang der Zhou-Dynastie, Tengzhou, Provinz Shandong (web) | Shang-Dynastie bis Anfang Zhou-Dynastie                  | 山东省滕州市官桥镇前掌大村 Provinz Shandong                                     | 中国科学院考古研究所山东工作队                                           |                           |
| Henan Yongcheng Xi Han Liangguo wang ling yu qinyuan 河南永城西汉梁国王陵与寝园 Gräber der Familie des Königs (wang) von Liang aus Zeit der Westlichen Han-Dynastie, Yongcheng, Provinz Henan     | Westliche Han-Dynastie                                   | 河南省永城县芒砀山区（今商丘市永城市）Provinz Henan                             | 河南省文物考古研究所                                                     | König von Liang           |
| Shaanxi Xi'an Sui-Tang Baqiao yizhi 陕西西安隋唐灞桥遗址 Baqiao-Stätte, Xi’an, Provinz Shaanxi | Sui-Dynastie, Tang-Dynastie                              | 陕西省西安市灞桥镇柳巷村灞河河道 Provinz Shaanxi                                | 陕西省文物考古研究所                                                     |                           |
| Shaanxi Sui Renshou gong Tang Jiucheng gong 37 hao dianzhi 陕西隋仁寿宫唐九成宫37号殿址 Stätte des Renshou-Palastes der Sui-Dynastie und des Jiucheng-Palastes der Tang-Dynastie […], Shaanxi     | Sui-Dynastie, Tang-Dynastie                              | 陕西省麟游县 Kreis Linyou, Provinz Shaanxi                                      | 中国社会科学院考古研究所西安唐城工作队 (An Jiayao 安家瑶)                |                           |
| Neimenggu gu Baoshan Liaodai bihua guizu mu 内蒙古古宝山辽代壁画贵族墓 Baoshan-Gräber der Zeit der Liao-Dynastie (Wandmalereiengräber des Adels), Innere Mongolei                                 | Liao-Dynastie (Kitan)                                    | 内蒙古赤峰市阿鲁科尔沁旗东沙布日台乡 Ar-Horqin-Banner, Chifeng, Innere Mongolei | 内蒙古考古研究所、阿鲁科尔沁旗文物管理所                                 |                           |

### 1993
| Benennung der archäologischen Entdeckung | Zeit/Epoche            | Ort                                                 | Organisation (Leiter) | Weblinks                                                                 |
| --- | ---------------------- | --------------------------------------------------- | --- | ------------------------------------------------------------------------ |
| Guizhou Pan xian Dadong yizhi 贵州盘县大洞遗址 Dadong-Stätte (Höhle), Kreis Pan, Liupanshui, Provinz Guizhou | Altsteinzeit           | 贵州省六盘水市盘县城珠东乡十里坪村 Provinz Guizhou  | 中科院、六盘水市和盘县文化局、贵州师大、贵州大学、中山大学、北京大学                                                                                 |                                                                          |
| Jiangsu Gaoyou Longqiuzhuang yizhi 江苏高邮龙虬庄遗址 Longqiuzhuang-Stätte, Gaoyou, Provinz Jiangsu | Jungsteinzeit          | 江苏省高邮市一沟乡龙虬镇 Provinz Jiangsu            | 南京博物院 |                                                                          |
| Zhejiang Yuhang Mojiaoshan Liangzhu yizhi daxing jianzhu jizhi 浙江余杭莫角山良渚遗址大型建筑基址 Mojiaoshan-Stätte der Liangzhu-Kultur […], Yuhang, Provinz Zhejiang                                                                | Jungsteinzeit          | 浙江省余杭市瓶窑镇莫角山 Provinz Zhejiang           | 浙江省文物考古研究所 | Artikel mit Foto (englisch)                                              |
| Shanxi Datong Jin hou Bangfu ji furen mu 山西大同晋侯邦父及夫人墓 Grab des Jin hou Bangfu und seiner Frau Datong, Provinz Shanxi |                        |                                                     | |                                                                          |
| Hunan Changshaguo wanghou Yuyang mu 湖南长沙国王后“渔阳”墓, Wanghou (Königin) ‘Yuyang’-Grab aus dem Staat Changsha (长沙国), Changsha, Provinz Hunan                                                                                 | Westliche Han-Dynastie | 湖南财经高等专科学校                                | 长沙市文物工作队 |                                                                          |
| Shanxi Datong Yungang shiku di-san ku yizhi 山西大同云冈石窟第三窟遗址 Yungang-Grotten, Stätte der 3. Höhle, Datong, Provinz Shanxi                                                                                                  | Nördliche Wei-Dynastie | 山西省大同市云冈东部窟群区域的最西端 Provinz Shanxi | 山西省考古研究所、大同市博物馆、云冈石窟文物研究所                                                                                                   |                                                                          |
| Jiangsu Yangzhou Tangcheng yizhi 江苏扬州唐城遗址 Stätte der Tang-zeitlichen Stadt Yangzhou, Yangzhou, Provinz Jiangsu | Tang-Dynastie          | 江苏省扬州市老城区西北郊 Provinz Jiangsu            | 中国科学院考古研究所、南京博物院、扬州文化局 |                                                                          |
| Stätte des Porzellanbrennofens von Hongzhou, Fengcheng, Provinz Jiangxi | Tang-Dynastie          | Provinz Jiangxi                                     | | Neue Entdeckungen am Porzellanbrennofen aus der Tang-Dynastie in Jiangxi |
| Hebei Xuanhua Xiabali Liaodai bihua muqun 河北宣化下八里辽代壁画墓群 Xiabali-Wandmalereiengräber, Xuanhua, Provinz Hebei | Liao-Dynastie          | 河北宣化下八里村 Provinz Hebei                      | 河北省文物部门、宣化市文物部门 | Foto (Memento vom 4. März 2016 im Internet Archive)                      |
| Liaoning Suizhong Yuandai chenchuan shuixiakaogu diaocha 辽宁绥中元代沉船水下考古调查 Unterwasserarchäologische Untersuchungen zum Schiffswrack von Suizhong aus der Zeit der Mongolen-Dynastie, Huludao, Suizhong, Provinz Liaoning | Yuan-Dynastie          | 辽宁省葫芦岛市绥中县 Provinz Liaoning               | 中国历史博物馆、福建省博物馆、福州市文物考古工作队、广东省文物考古研究所、青岛市文物局、厦门大学历史系考古专业、广西壮族自治区博物馆、深圳市博物馆等 |                                                                          |

### 1992
| Benennung der archäologischen Entdeckung | Zeit/Epoche                                                              | Ort                                                                         | Organisation (Leiter) | Weblinks |
| --- | ------------------------------------------------------------------------ | --------------------------------------------------------------------------- | --- | -------- |
| Hubei Jigongshan yizhi 湖北鸡公山遗址 Jigongshan-Stätte, Jingzhou, Provinz Hubei                                                                                        | Altsteinzeit                                                             | 湖北省荆州市荆州区郢北村 Provinz Hubei                                      | Jingzhou-Museum 荆州博物馆, Archäologische Abteilung der Peking-Universität 北京大学考古系 |          |
| Neimenggu Xinglongwa yuanzhi juluo yizhi 内蒙古兴隆洼原始聚落遗址 Xinglongwa-Stätte, Innere Mongolei                                                                    | Jungsteinzeit                                                            | 内蒙古赤峰市敖汉旗宝国吐乡兴隆洼村 Innere Mongolei, Chifeng, Aohan-Banner   | Arbeitsgruppe Innere Mongolei des Instituts für Archäologie der Chinesischen Akademie der Sozialwissenschaften 中国社会科学院考古研究所内蒙古工作队, Kulturzentrum Aohan-Banner 敖汉旗文化馆    |          |
| Hunan Li xian Chengtoushan Qujialing wenhua gu chengzhi 湖南澧县城头山屈家岭文化古城址 Chengtoushan-Stätte der Qujialing-Kultur, Kreis Li (Changde), Provinz Hunan      | Jungsteinzeit                                                            | 湖南省澧县东溪乡南岳村 Provinz Hunan                                        | Forschungsinstitut für Kulturgegenstände und Archäologie der Provinz Hunan 湖南省文物考古研究所                                                                                                 |          |
| Jiangsu Zhaolingshan Liangzhu wenhua yizhi 江苏赵陵山良渚文化遗址 Zhaolingshan-Stätte der Liangzhu-Kultur, Kunshan, Provinz Jiangsu                                     | Jungsteinzeit                                                            | 江苏省昆山市张浦镇赵陵区 Provinz Jiangsu                                    | Nanjing-Museum 南京博物院, Suzhou-Museum 苏州博物馆, Kunshan-Kulturgütergesellschaft 昆山文管会                                                                                                 |          |
| Shanxi Jin hou mudi de faxian yu yanjiu 山西晋侯墓地的发现与研究 Grab des Jin hou […], Quwo, Provinz Shanxi                                                             | Westliche Zhou-Dynastie                                                  | 山西省曲沃县 Provinz Shanxi                                                 | Archäologische Abteilung der Peking-Universität 北京大学考古系（时为历史系考古专业）und Archäologisches Institut der Provinz Shanxi 山西省考古研究所（时为山西省文物工作委员会）(Zou Heng 邹衡) |          |
| 河南丹江口水库楚国贵族墓 Adelsgräber aus dem Staat Chu der Danjiangkou-Talsperre, Danjiangkou, Provinz Henan                                                            | Zeit der Streitenden Reiche                                              | 河南省丹江口水库浙川淹没区内 Provinz Henan                                  | Institut für Kulturgüter der Provinz Henan 河南省文物研究所、南阳地区文物研究所、浙川县博物馆                                                                                                   |          |
| Anhui Tianchang Sanjiaowei Han muqun 安徽天长三角圩汉墓群 Sanjiaowei-Han-Gräber Tianchang, Provinz Anhui                                                                | Zeit der Streitenden Reiche (ein Grab), Westliche Han-Dynastie (weitere) | 安徽省天长县（今天长市）Provinz Anhui                                       | Institut für Kulturgüter und Archäologie der Provinz 安徽省文物考古研究所、天长市文物管理 |          |
| Yunnan Jiangchuan Lijiashan gu muqun 云南江川李家山古墓群 Lijiashan-Gräber, Jiangchuan, Provinz Yunnan                                                                  | Westliche Han-Dynastie                                                   | 云南省江川县星云湖西北角 Provinz Yunnan                                     | 云南省文物考古研究所、玉溪地区文物管理所、江川县文物管理所 |          |
| Neimenggu Liaodai Yelü Yuzhi zhi mu 内蒙古辽代耶律羽之墓 Grab des Kitan-Prinzen Yelü Yuzhi (web), Ar-Horqin-Banner, Innere Mongolei                                     | Liao-Dynastie (Kitan)                                                    | 内蒙古赤峰市阿鲁科尔沁旗罕苏木苏木（乡）古日板呼舒嘎查（村）Innere Mongolei | 内蒙古考古研究所、赤峰市博物馆、阿旗文物管理所 |          |
| Henan Luoyang Bei Song yashu tingyuan yizhi 河南洛阳北宋衙署庭园遗址 Regierungssitz der Zeit der Nördlichen Song-Dynastie, Stadtbezirk Laocheng, Luoyang, Provinz Henan | Nördliche Song-Dynastie                                                  | 河南省洛阳市老城区中州路南侧 Provinz Henan                                  | 洛阳市文物工作队、中国社会科学院考古研究所洛阳唐城队 |          |

### 1991
| Benennung der archäologischen Entdeckung | Zeit/Epoche                   | Ort                                                           | Organisation (Leiter) | Weblinks |
| --- | ----------------------------- | ------------------------------------------------------------- | --- | -------- |
| Shandong Zouping Dinggong Longshan wenhua chengzhi 山东邹平丁公龙山文化城址 Dinggong-Stätte der Longshan-Kultur im Kreis Zouping der Provinz Shandong                                              | Jungsteinzeit                 | 山东省邹平县苑城镇丁公村和石羊村之间                          | Archäologische Feldarbeitsgruppe der Shandong-Universität 山东大学考古实习队 |          |
| Zhejiang Yuhang Huiguanshan Liangzhu wenhua jitan he damu yizhi 浙江余杭汇观山良渚文化祭坛和大墓遗址 Huiguanshan-Stätte der Liangzhu-Kultur (Opferaltar und großes Grab), Yuhang, Provinz Zhejiang | Jungsteinzeit                 | 浙江省余杭市（今杭州市余杭区）瓶窑镇外窑村 Provinz Zhejiang   | Institut für Kulturgüter und Archäologie der Provinz Zhejiang 浙江省文物考古研究所 |          |
| Xizang Lasa Qugong yizhi 西藏拉萨曲贡遗址 Qugong-Stätte, Lhasa, Autonomes Gebiet Tibet | Jungsteinzeit                 | 西藏拉萨城北拉萨河谷边缘 Autonomes Gebiet Tibet               | Archäologisches Institut der Chinesischen Akademie der Sozialwissenschaften 中国社会科学院考古研究所, Kulturgüter-Verwaltungsausschuß des Autonomen Gebiets Tibet 西藏自治区文物管理委员会 | web      |
| Henan Yinxu Huayuanzhuang Shangdai jiagu jiaozang 河南殷墟花园庄商代甲骨窖藏 Huayuanzhuang, Yinxu, Shang-zeitliche Orakelknochenfunde Provinz Henan (web)                                          | Shang-Dynastie                | 河南省安阳石花园庄 Provinz Henan                              | Archäologische Anyang-Arbeitsgruppe des Archäologischen Instituts der Chinesischen Akademie der Sozialwissenschaften 中国社会科学院考古研究所安阳考古队                                    |          |
| Hebei Dingzhou Shangdai fangguo guizu muzang 河北定州商代方国贵族墓葬 Provinz Hebei | Shang-Dynastie                | 河北省定州市北庄子村 Provinz Hebei                            | Institut für Kulturgüter und Archäologie der Provinz Hebei 河北省文物考古研究所 |          |
| Jiangxi Ruichang Tongling Shang Zhou kuangye yizhi 江西瑞昌铜岭商周铜矿冶遗址 Provinz Jiangxi (web)                                                                                                | Shang-Dynastie, Zhou-Dynastie | 江西省瑞昌市夏坂镇 Provinz Jiangxi                            | Institut für Kulturgüter und Archäologie der Provinz Jiangxi 江西省文物考古研究所 |          |
| Henan Sanmenxia Shangcunling Xi Zhou Guo Zhong mu 河南三门峡上村岭西周虢仲墓 Grab des Guo Zhong aus der Zeit der Westlichen Zhou-Dynastie in Shangcunling, Sanmenxia, Provinz Henan                | Westliche Zhou-Dynastie       | 河南省三门峡市区上村岭 Provinz Henan                          | Institut für Kulturgüter und Archäologie der Provinz Henan 河南省文物研究所, Kulturgüter-Arbeitsgruppe Sanmenxia 三门峡文物工作队                                                          |          |
| Gansu Dunhuang Han Xuanquan zhi yizhi 甘肃敦煌汉悬泉置遗址 Provinz Gansu | 汉晋                          | 甘肃省河西走廊与敦煌两县交汇处（今敦煌市五墩乡）Provinz Gansu | Institut für Kulturgüter und Archäologie der Provinz Gansu 甘肃省文物考古研究所 |          |
| Henan Yongcheng Mangdangshan Han Liang Xiao wang wanghou mu 河南永城芒砀山汉梁孝王王后墓 Provinz Henan                                                                                             | Westliche Han-Dynastie        | 河南永城芒砀山南脉保安山东侧山腰 Provinz Henan                | 原商丘地区文化局和永城县文物管理委员会 |          |
| Heilongjiang Bohaiguo wangling qu daxing shizhi bihua mu 黑龙江渤海国王陵区大型石室壁画墓 Provinz Heilongjiang                                                                                     | Tang-Dynastie                 | 黑龙江省宁安市三陵乡治（俗称“三灵屯 Provinz Heilongjiang      | Institut für Kulturgüter und Archäologie der Provinz Heilongjiang 黑龙江省文物考古研究所                                                                                                   |          |

### 1990
| Benennung der archäologischen Entdeckung | Zeit/Epoche                                                                 | Ort | Organisation (Leiter) | Weblinks                                                                                |
| --- | --------------------------------------------------------------------------- | --- | --- | --------------------------------------------------------------------------------------- |
| Hubei Yun xian rentougu huashi 湖北郧县人头骨化石 Schädel-Fossilien im Stadtbezirk Yunyang, Provinz Hubei | Altsteinzeit                                                                | 湖北省十堰市郧县曲远河口学堂梁子 Xuetangliangzi, Quyuan-He-Mündung, Stadtbezirk Yunyang, Shiyan, Provinz Hubei (Stätte des "Yunxian-Menschen") | Institut für Kulturgegenstände und Archäologie der Provinz Hubei, 湖北省文物考古研究所 Yunyang-Gebiet (heute Stadt Shiyan)-Museum 郧阳地区（今十堰市）博物馆, Museum des Kreises Yun 郧县博物馆 | Le site de l’Homme de Yunxian (PDF; 7,01 MB), Xuetangliangzi Site at Quyuan River Mouth |
| Shandong Chengziya Longshan yu Yueshi wenhua yizhi 山东城子崖龙山与岳石文化遗址 Stätte der Longshan-Kultur und Yueshi-Kultur von Chengziya, Provinz Shandong                                                                                        | Jungsteinzeit (Longshan-Kultur-Stätte), Xia-Dynastie (Yueshi-Kultur-Stätte) | 山东省章丘市龙山镇城子崖 Chengziya, Großgemeinde Longshan, Zhangqiu, Provinz Shandong                                                          | Institut für Kulturgegenstände und Archäologie der Provinz Shandong 山东省文物考古研究所 |                                                                                         |
| Henan Yinxu Guojiazhuang 160 hao mu 河南殷墟郭家庄160号墓 Grab Nr. 160 von Guojiazhuang der Yinxu-Stätte, Provinz Henan | Späte Shang-Dynastie                                                        | 河南省安阳市郭家庄 Guojiazhuang, Anyang, Provinz Henan                                                                                         | Archäologisches Institut der Chinesischen Akademie der Sozialwissenschaften, Archäologische Arbeitsgruppe Anyang 中国社会科学院考古研究所安阳考古队 (Yang Xizhang 杨锡璋)                       | web                                                                                     |
| Henan Sanmenxia Shangcunling Zhoudai Guo Ji mu 河南三门峡上村岭周代虢季墓 Grab des Guo Ji aus der Zhou-Zeit in Shancunling, Sanmenxia, Henan | Späte Westliche Zhou-Dynastie                                               | 河南省三门峡市区上村岭 Shancunling, Sanmenxia, Provinz Henan                                                                                   | 河南省文物考古研究所、三门峡市考古队黄河水利考古队 | web                                                                                     |
| Shandong Houli Chunqiu chemakeng he Zihedian 2 hao Zhanguo damu 山东后李春秋车马坑和淄河店2号战国大墓 Wagengrab aus der Frühlings- und Herbstperiode von Houli und Großes Grab Zihedian Nr. 2 aus der Zeit der Streitenden Reiche, Provinz Shandong | Frühlings- und Herbstperiode, Zeit der Streitenden Reiche                   | 山东省淄博市临淄区齐陵镇后李村 Provinz Shandong                                                                                                | 山东省文物考古研究所 |                                                                                         |
| Shaanxi Han Jing di Yangling cong zangkeng jiqi caihui taoyong 陕西汉景帝阳陵从葬坑及其彩绘陶俑 | Westliche Han-Dynastie                                                      | 陕西省咸阳市渭城区正阳镇张家湾、后沟村北的咸阳原 Provinz Shaanxi                                                                               | 陕西省考古研究所汉陵考古队 |                                                                                         |
| Shaanxi Han Chang'an cheng taoyong guanyao 陕西汉长安城陶俑官窑窑址 | Westliche Han-Dynastie                                                      | 陕西省西安市未央区六村堡乡六村堡、相家巷村 Provinz Shaanxi                                                                                     | 中国社会科学院汉长安城考古队 |                                                                                         |
| Henan Sui Tang Luoyang chengying tianmen dong que 河南隋唐洛阳城应天门东阙遗址 | Sui-DynastieTang-Dynastie                                                   | 河南省洛阳市周公庙与洛阳日报社之间 Provinz Henan                                                                                               | 中国社会科学院考古研究所洛阳唐城队 |                                                                                         |
| Ningxia Hong Fota tiangong Xi Xia wenwu 宁夏宏佛塔天宫西夏文物 | Westliche Xia-Dynastie                                                      | 宁夏回族自治区贺兰县潘昶乡王澄村 Autonomes Gebiet Ningxia                                                                                      | 宁夏文物管理委员会 |                                                                                         |
| Beijing Jin zhongdu Shuiguan yizhi 北京金中都水关遗址 Stätte der jin-zeitlichen mittleren Hauptstadt | Jurchen-Dynastie (Jin)                                                      | 北京市丰台区右安门外玉林小区 Peking | 北京市文物考古研究所 |                                                                                         |